# Schwelm
Schwelm ist eine über 500 Jahre alte Stadt in Westfalen, gelegen unmittelbar an der Grenze zum Rheinland. Als heutige Kreisstadt des Ennepe-Ruhr-Kreises (Nordrhein-Westfalen) wird Schwelm mit dem Kreis zusammen dem nördlich ausgebreiteten Ruhrgebiet zugeordnet. Südwärts geht die Stadt in die landschaftlich geprägten Hochflächen des Bergisch-Sauerländischen Gebirges über. Schwelms Geschichte, Kultur, Stadtbild und lokale Wirtschaft wurden über Jahrhunderte durch die Grenzlage zwischen Westfalen und Rheinland (Bergischem Land) geprägt. Schwelm ist die nach Fläche kleinste politische Gemeinde in Nordrhein-Westfalen.

## Geografie

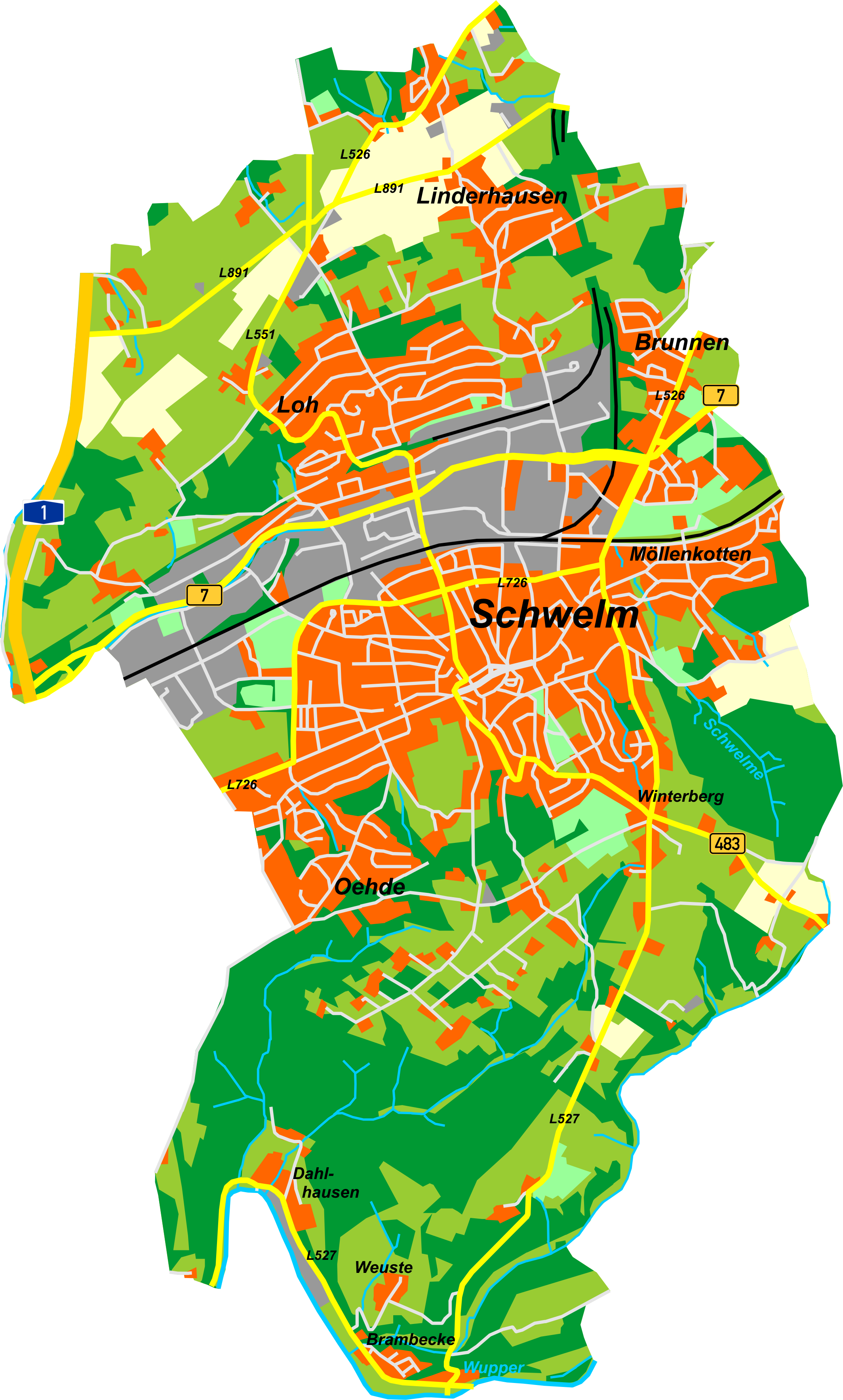
Karte von Schwelm

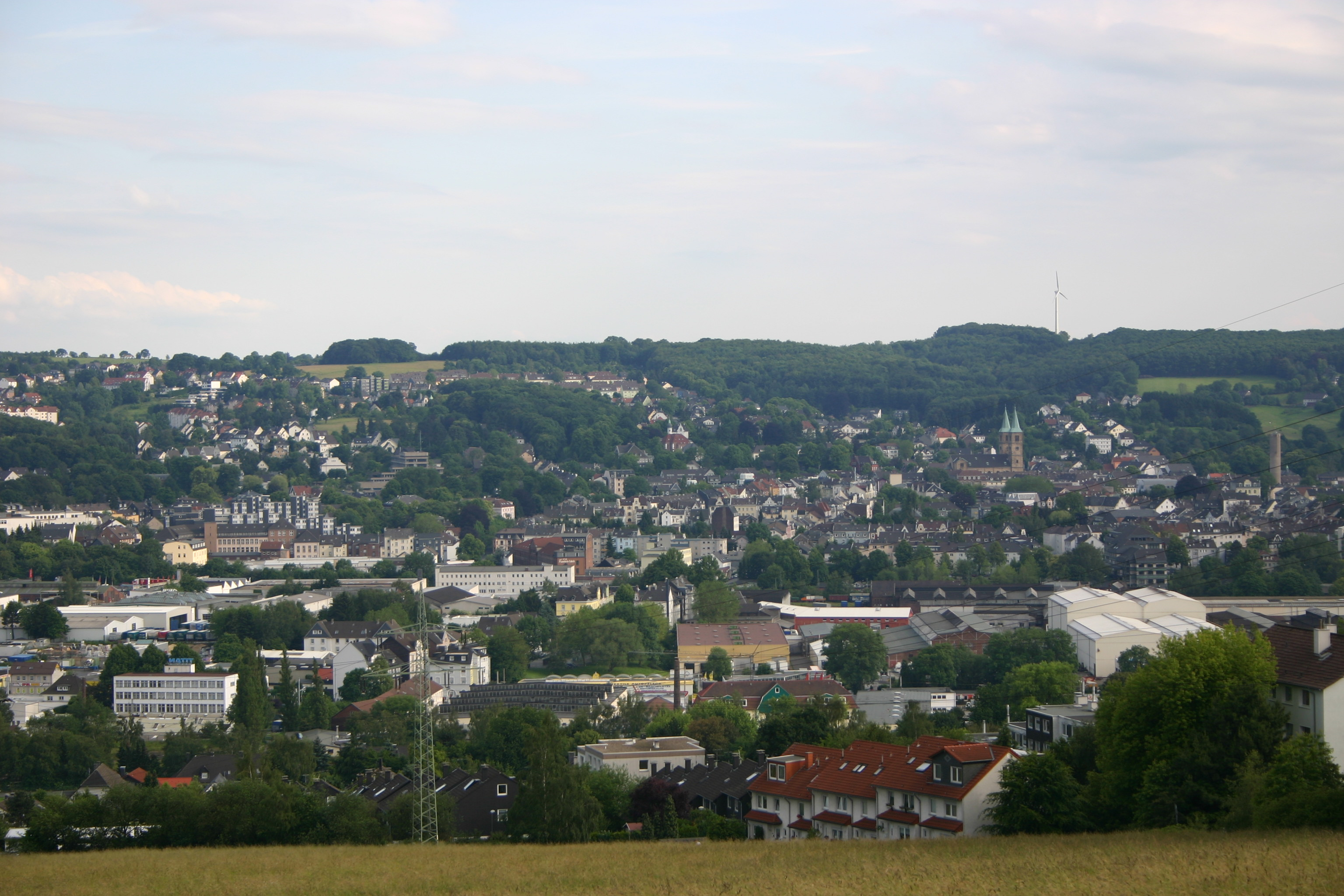
Schwelm vom Lindenberg im Norden aus gesehen

Schwelm liegt im südöstlichen Ruhrgebiet in Westfalen an der Grenze zum Bergischen Land. Da die Stadtgrenze im Westen und Süden gleich der Grenze zwischen Rheinland und Westfalen ist, wird Schwelm auch als Pforte Westfalens bezeichnet und insbesondere bei älteren Namensnennungen findet sich der Zusatz i. W. (in Westfalen). Die Kreisstadt Schwelm ist von drei weiteren Städten des Ennepe-Ruhr-Kreises umgeben: Sprockhövel im Norden, Gevelsberg im Nordosten und Ennepetal im (Süd-)Osten. An die südliche und westliche Stadtgrenze schließt sich die kreisfreie Stadt Wuppertal an.
Das Stadtgebiet gehört zur Großlandschaft Süderbergland und wird von zwei naturräumlichen Haupteinheiten dominiert: dem Niederbergisch-Märkischen Hügelland im Norden und den Bergischen Hochflächen im Süden.

### Relief
Schwelm liegt am nordwestlichen Rand des rechtsrheinischen Schiefergebirges. Auf dem Stadtgebiet schwankt die Höhe zwischen 181 und 352 m ü. NN.
Geologisch ist das nördliche Stadtgebiet geprägt von einem Massenkalkvorkommen, aus dem zwei Talmulden hervorgegangen sind, die den Norden Schwelms von Südwesten nach Nordosten durchziehen und durch den Linderhauser Hochrücken bzw. Hasper Sattel voneinander getrennt werden. Die südliche Mulde ist die etwa 1,5 km breite Schwelmer Talmulde, die in der Umgebung des Stadtviertels Brunnen im nordöstlichen Stadtgebiet endet. Die nördliche Mulde ist als Linderhauser Kalkstreifen bekannt; sie endet westlich von Gevelsberg und setzt sich dann im Hagener Raum fort. Ungefähr am Südhang der Schwelmer Talmulde verläuft mitten durch die Stadt die Grenze zwischen dem Bergisch-Sauerländischen Unterland im Norden und den Bergischen Hochflächen im Süden.
Die Bergischen Hochflächen im südlichen Schwelmer Raum sind auch als Schwelmer Höhen bekannt und prägen mit vier Hochflächen den südlichen Teil der Stadt: Sie haben eine fast einheitliche Höhe von 350 bis (außerhalb der Schwelmer Stadtgrenzen) 380 m und steigen nur allmählich nach Südosten hin an. Zwischen diesen Hochflächen schneiden sich tiefe Bachtäler mit Böschungswinkeln von bis zu 25° in das Gelände. Außerdem haben sich hier Mulden gebildet, die etwa 100 m tiefer liegen als die Hochflächen und zusammen als Voerder Hochmulde bezeichnet werden.

### Boden
Im Schwelmer Stadtgebiet gibt es vielfältige Bodenverhältnisse; es dominieren jedoch unterschiedliche Arten der Braun- und Parabraunerde. Die Schwelmer Talmulde etwa ist geprägt von Pseudogley-Parabraunerden aus meist umgelagertem Löß. Im Westen der Stadt kommen sehr kleinflächig Rendzinen vor, an der südlichen Stadtgrenze gibt es im Tal der Wupper braune Auenböden und allgemein ein hohes Lenneschiefer-Vorkommen.
Der nördliche Teil der Stadt ist von einem Massenkalk aus dem oberen Mitteldevon geprägt, der auch als Schwelmer Kalk bekannt ist. Er gehört zum Rheinisch-Westfälischen Kalkzug, der sich am Nordrand des Sauerlandes und des Bergischen Landes von Düsseldorf über Wuppertal, Hagen und Iserlohn bis nach Brilon erstreckt. Der Kalkstreifen ist reich an Parabraunerden aus pleistozänem Löß, der als hochwertigster Boden des Stadtgebietes gilt. Im äußersten Nordwesten des Stadtgebietes lässt der stark wasserlösliche Kalkstein bei Gut Oberberge Trockentäler mit Dolinen entstehen. Der ebenfalls im Norden gelegene Linderhauser Hochrücken besteht aus Lenneschiefer; dort sind im Gebiet Heide die bedeutendsten Tertiärvorkommen im Schwelmer Raum zu finden.
An der Stadtgrenze im Westen liegt die als Naturdenkmal ausgewiesene Erlenhöhle, deren vielfältige Tierwelt – unter Berücksichtigung der relativ geringen Höhlengröße – bemerkenswert ist. Die Höhle wurde bei einer Fuchsjagd im Jahre 1902 entdeckt und ist nach einem nahegelegenen Gehöft benannt.
Weitere kleinere Höhlen konnten im Linderhauser Rücken beim Bau des Schwelmer Tunnels und des Linderhauser Tunnels nachgewiesen werden. Bislang wurden am und um den stillgelegten Schwelmer Tunnel, der 2017 vom Arbeitskreis Kluterthöhle e. V. gekauft wurde, 8 Höhlen gefunden. An der Bahnstrecke Elberfeld–Dortmund wurde 2014 im Bereich des Hauses Martfeld die Schlosshöhle entdeckt. Fachleute betonen die Bedeutsamkeit der Schlosshöhle für die Geologie in Nordrhein-Westfalen.

### Vegetation

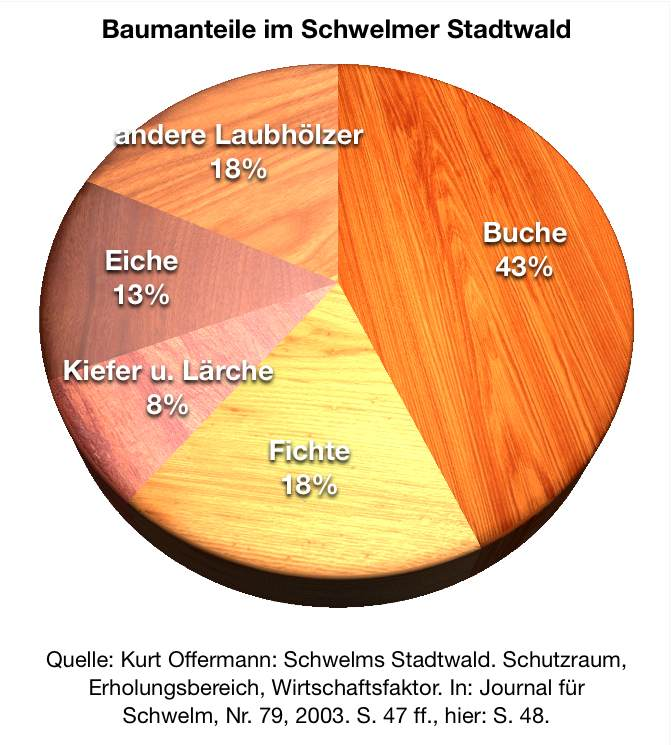
Baumanteile im Schwelmer Stadtwald

Das Stadtgebiet gehört zur collinen und submontanen Höhenstufe und ist daher vielerorts durch Buchenbestand gekennzeichnet. Auf den Bergischen Hochflächen im Süden und dem Linderhauser Rücken im Norden findet sich eine artenarme Ausprägung des Hainsimsen-Buchwaldes mit spärlicher Strauch- und Krautschicht; im Norden ist stellenweise Perlgras-Buchenwald zu finden. In den südlichen Bachauen und im Tal der Wupper ist der Sternmieren-Stieleichen-Hainbuchenwald artenreich vertreten.
Mehr als die Hälfte der forstwirtschaftlich genutzten Fläche auf dem Schwelmer Stadtgebiet ist Laubwald (310 ha), etwa ein Drittel Nadelwald (165 ha) und der Rest Mischwald (38 ha). In den Laubwäldern finden sich neben den zahlreichen Buchen auch Birken und Kastanien sowie Stiel-, Trauben- und Roteichen. Der ungefähr 185 ha große Schwelmer Stadtwald besteht größtenteils aus Mischbestand und solchen Bäumen, von denen fast keiner älter als 80 Jahre ist. An den Bächen im südlichen Stadtgebiet liegen kleine, struktur- und artenreiche Auwälder.

### Gewässer

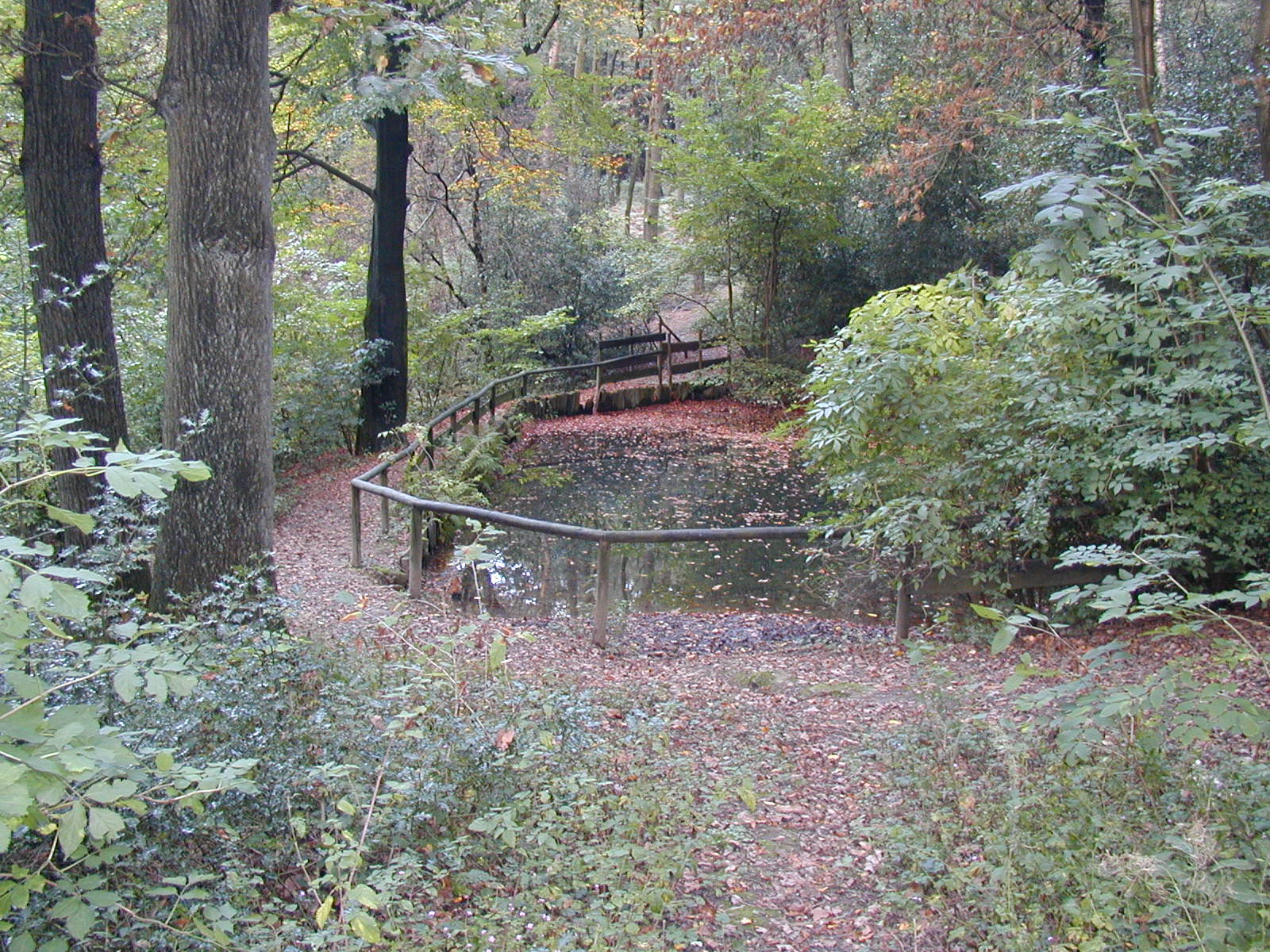
Quelle der Schwelme im Martfelder Wald

Im Norden des Stadtgebietes gibt es aufgrund der Karstphänomene im dortigen Massenkalk nur wenige Gewässer. Die seltenen Quellen sind häufig nur nach Regenfällen oder Tauwetter sichtbar. Ein konstantes Fließgewässer ist dagegen der Döinghauser Spring, in dessen Nähe sich westlich der Hattinger Straße nicht mehr genutzte Fischteiche befinden. Diese auf einem unzugänglichen Grundstück gelegenen Gewässer sind ein Lebensraum für den landesweit gefährdeten Teich-Schachtelhalm und die gefährdete Teichlinse.
Der Süden Schwelms ist gegenüber dem Norden reich an Quellen und Fließgewässern. Die Schwelme als namensgebender Bach der Stadt entspringt im Osten im Martfelder Wald und mündet nach ungefähr 9 km außerhalb der westlichen Stadtgrenze in Wuppertal-Oberbarmen in die Wupper. Durch die Täler im Süden der Stadt verlaufen drei weitere Bäche: die Wolfsbecke, die Fastenbecke und die Brambecke. Alle drei münden im Süden in die Wupper, die dort über mehrere Kilometer auf der Stadtgrenze zwischen Schwelm und Wuppertal-Beyenburg verläuft. Neben den genannten Bächen gibt es im südlichen Stadtgebiet zahlreiche kleine Siepen und Quellbereiche.

### Klima
Schwelm liegt im ozeanisch beeinflussten nordwestdeutschen Klimabereich. Der Winter im Stadtgebiet ist daher mild und der Sommer gemäßigt mit einem Niederschlagsmaximum im Juli und August. Die jährliche Niederschlagsmenge liegt bei durchschnittlich 1 200 mm, die Durchschnittstemperatur liegt über das Jahr hinweg bei 9 °C.

### Flächennutzung
Das nur 2050 ha große Stadtgebiet erstreckt sich von Osten nach Westen über 4,6 km und von Norden nach Süden über 7,5 km. Etwa 42 % von Schwelm sind Siedlungs- und Verkehrsflächen, 32 % dienen der Landwirtschaft und etwa 25 % sind Wälder und Gehölze.
Die städtischen und dörflichen Bereiche sind neben der Innenstadt hauptsächlich die Stadtviertel Möllenkotten, Oehde, Oberloh, Kornborn, Brunnen und Linderhausen. Der pro Einwohner in Anspruch genommene Wohnraum betrug 2002 in Schwelm durchschnittlich 36,7 m² und lag damit gut 3 % unter dem Durchschnitt im Ennepe-Ruhr-Kreis.
In den Bachtälern im Süden der Stadt sind Naturschutzgebiete eingerichtet. Das Weberstal an der Brambecke etwa wurde seit den frühen 1970er Jahren sich selbst überlassen und beherbergt heute einige seltene Tier- und Pflanzenarten. Jedes Jahr veranstaltet die Arbeitsgemeinschaft Umweltschutz Schwelm e. V. (AGU) im Weberstal den Tag der Artenvielfalt, an dem das dortige Naturschutzgebiet unter Anleitung erkundet werden kann. An der östlichen Stadtgrenze hat die AGU am Tannenbaum eine fast 6 ha große ehemalige Ackerfläche zu einem Biotop umgewandelt. Insgesamt werden 80 ha des Schwelmer Stadtgebietes als wertvolles Stadtbiotop eingeordnet.

## Geschichte

### Siedlungsplätze in der Steinzeit
Im Jahr 1989 wurden auf Schwelmer Stadtgebiet, zwischen Windgarten und Kühlchen, über 300 mesolithische Oberflächenfunde entdeckt. Die Fundstellen befinden sich auf der dortigen Rhein/Ruhr-Wasserscheide an der heutigen Bundesstraße B 483. Die aufgefundenen Feuersteinartefakte lassen den Rückschluss zu, dass sich dort zwei steinzeitliche Siedlungsplätze befunden haben. Die Besiedlung des Schwelmer Stadtgebietes kann demnach bis in die Steinzeit belegt werden.

### Fronhof und Kirchplatzsiedlung im Mittelalter

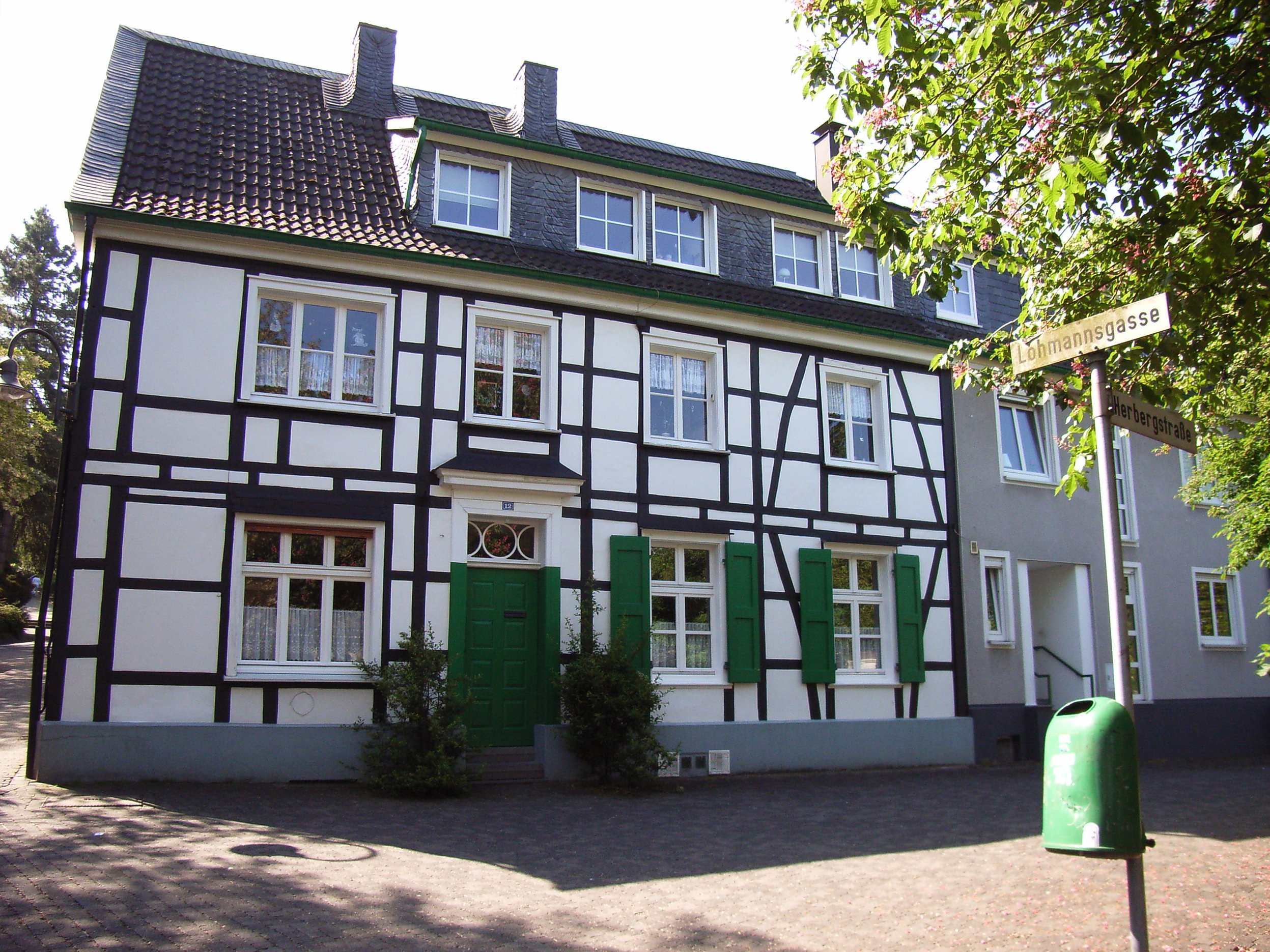
Denkmalgeschütztes Gebäude im Bereich des früheren Fronhofs in der Altstadt

Die weitere Besiedlung des heutigen Schwelmer Stadtgebietes kann mit einem Fronhof, der vermutlich im 9. Jahrhundert errichtet wurde, als man entlang der alten Fernstraßen den Schwelmer Raum erschloss, belegt werden. Der Südrand der Schwelmer Kalkmulde bot den Menschen einen äußerst nährreichen Boden und genügend Wasser. Zwar lag der Fronhof nicht direkt an der Schwelme, doch wurde der Name dieses Baches, der zunächst auf die gesamte Talmulde übergegangen war, schließlich auch zur Bezeichnung des Fronhofs. Etwa in der ersten Hälfte des 10. Jahrhunderts ist Schwelm erstmals als Ort erwähnt, als die Bewohner Salaco und Werinheri der Abtei Werden im Bereich des Schwelmer Fronhofes (in uilla Suelmiu) im Auftrage ihres Herrn einen Hörigen „übergaben“. Heute erinnert die Fronhofstraße in der Schwelmer Altstadt an den Schwelmer Siedlungsursprung. 1812 wurde der Fronhof aufgehoben.
Um 1070 geriet der Fronhof in den Besitz des Kölner Erzbistums. Die Herren zu Schwelm konnten den Hof fortan als Lehen bewirtschaften. Am 7. November 1225 wurde Engelbert von Berg auf einer Reise nach Schwelm, wo er die dortige Kirche einweihen wollte, in einem Hohlweg bei Gevelsberg ermordet. Der Leichnam des ermordeten Erzbischofes wurde zur Kirche nach Schwelm gebracht, der dortige Priester verweigerte jedoch dessen Aufbahrung dort. Nach einer Fehde zwischen Erzbischof Friedrich III. von Köln und Graf Adolf III. von der Mark erhielt dieser im Jahre 1392 den Fronhof derer von Schwelm als Pfand. Um den Besitz des Kölner Erzbistums zu schützen, wurde zu Beginn des 14. Jahrhunderts in der Nähe des Fronhofs eine Wasserburg, das heutige Haus Martfeld, errichtet. Nachdem der Kölner Erzbischof Dietrich II. 1443 dem Grafen Adolf IV. von der Mark, Herzog zu Kleve, die Pfandschaft am Fronhof Schwelm gekündigt hatte, unterlag der Erzbischof in der Soester Fehde dem Grafen von der Mark und verlor die Vormacht am Niederrhein. Der Schwelmer Fronhof ging damit in der Mitte des 15. Jahrhunderts endgültig in den Besitz des Grafen von der Mark über. Johann II bestätigte die gemeine Ritterschaft der örtlichen Kleinadeligen, Herren von Swelhem zu Schwelm.
Westlich des Fronhofs befand sich eine Kirche, die erstmals für das Jahr 1085 in einer Urkunde des Erzbischofs Sigewin von Köln nachgewiesen werden kann und die bereits am Ort der heutigen Christuskirche stand. Um den Kirchplatz herum wurden allmählich Häuser errichtet, die den Kirchgängern als Herberge dienten oder von Handwerkern, Wirten und Händlern bewohnt wurden. So hatte sich bis zum 13. Jahrhundert eine kleine Siedlung herausgebildet, für die zumindest das Haus eines Priesters und das eines weiteren Geistlichen nachgewiesen werden können sowie Scheunen, Ställe und Unterkünfte für Knechte und Mägde des Ritters von und zu Swelm. Außerhalb dieses ersten Siedlungsrings um den Kirchhof entstand mit der Zeit ein Markt, der erstmals für 1311 nachweisbar ist (in foro Swelme). Diese auf einen Kirchenvorplatz ausgerichtete Siedlungsentwicklung entspricht einem spezifischen Typus, der auf alle weiteren Städte im bergisch-märkischen Grenzgebiet zutrifft. Für 1400 ist die erste Erwähnung der Siedlung als Dorf (dorpe to Swelm) bekannt.
Bedeutend auf die Entwicklung der Siedlung wirkte sich ein wichtiges Verkehrskreuz aus, das während des Mittelalters auf dem heutigen Stadtgebiet entstand; hier traf eine von Düsseldorf kommende Fernstraße auf die Nord-Süd-Verbindung von Köln nach Dortmund. Seine ursprüngliche Bedeutung verlor dieser Verkehrsknotenpunkt erst gegen Ende des 18. Jahrhunderts – obwohl das Schwelmer Verkehrsnetz allgemein noch bis in das 18. Jahrhundert in einem mittelalterlichen Zustand war.

### Verleihung des Stadtrechtes bis Dreißigjähriger Krieg
Als Schwelm am 24. November 1496 von Johann II., Herzog von Kleve und Graf von der Mark, urkundlich das Stadtrecht erhielt, bestand der Ort aus etwa 50 Häusern und 250 bis 400 Einwohnern. Schwelm war damit die größte Siedlung in der Umgebung und wegen der Kirche, der Schule und des Marktes auch der geistliche und wirtschaftliche Mittelpunkt der näheren Region. Ein Jahr nach der Verleihung des Stadtrechtes wurde am 11. November 1497, dem Martinstag, erstmals der Martini-Markt (auch: St.-Märtens-Kirmes) abgehalten, der bis ins späte 19. Jahrhundert überdauerte. Fünf Jahre nach Verleihung der Stadtrechte führte Hochmut der ehemaligen Dörfler dazu, dass ihnen am 18. Juni 1501 Johann II. dieses Privileg wieder aberkannte, „ein Vorgang, dem in der Geschichte der deutschen Städte Seltenheitswert zukommt“, wie Wolfgang Fenner und Petra Gallmeister in einem Aufsatz schreiben, der im „Buch Schwelm“ nachzulesen ist. Es ging um einen Streit vermutlich um Geld und Privilegien, den die neuen Städter mit dem Grundherren führten. Fenner und Gallmeister liefern in dem Aufsatz die Erklärung: „Die Einwohner weigerten sich in Verkennung der eigenen Position, dem vorgeschlagenen Vergleich zuzustimmen und kündigten dem Ritter von und zu Schwelm den Gehorsam auf. Daraufhin strich der Landesherr Schwelm wieder aus der Liste der Städte.“ 89 Jahre später am 16. Juni 1590 erhielt Schwelm die Stadtrechte erneut und diesmal dauerhaft von Wilhelm V., Herzog von Kleve-Jülich-Berg, Graf von der Mark und Ravensberg verliehen, nachdem während des 16. Jahrhunderts die beiden Siedlungskerne am Fronhof und am Kirchplatz zusammengewachsen waren. Zwei Jahre später ging der Fronhof an die Stadt über. Das Rittergeschlecht derer zu Schwelm wanderte im Dienste des Grafen von der Mark an den Niederrhein und lebt bis heute in Moers und Krefeld fort. Auch wenn zu diesem Zeitpunkt allgemein bereits die Neuzeit angebrochen war, so „hielten sich in der jungen Stadt mittelalterliche Zustände nahezu unverändert bis weit in die Neuzeit hinein“.
Mit der dauerhaften Verleihung der Stadtrechte wurde der Bau der Stadtmauer vollendet, die entlang der Obermauer- und Untermauerstraße, der Lohmannsgasse und der Bergstraße verlief. Der Mauerring, von dem heute noch ein Stück an der Brauereigasse erhalten ist, war etwa einen Kilometer lang und mit elf Türmen sowie einem Wassergraben versehen. Der Zugang zur Stadt war über vier Stadttore möglich, von denen das letzte im Jahre 1815 abgebrochen wurde.
1614 teilten Johann Sigismund von Brandenburg und Wolfgang Wilhelm von Pfalz-Neuburg im Vertrag von Xanten das Reich des verstorbenen Herzog Johann Wilhelm von Jülich-Kleve-Berg unter sich auf. Da Johann Sigismund die Gebiete Kleve, Ravensburg und Mark erhielt, gehörte Schwelm ab 1614 zu Brandenburg und ab 1618 zu Brandenburg-Preußen. Während des Dreißigjährigen Krieges musste die Stadt hohe Sach- und Geldabgaben leisten und war Plünderungen ausgesetzt. Ständig marschierten Truppen durch Schwelm oder quartierten sich in der Stadt ein. 1622 besetzten die Spanier und Neuburger die Stadt und versuchten die Bürger zu rekatholisieren. Die Bevölkerung in der Grenzstadt Schwelm wurde während des Krieges erheblich dezimiert. Neben dem Krieg hatten die Einwohner an der Pest zu leiden, die 1636 erneut in Schwelm ausbrach, nachdem die Krankheit bereits 1581, 1612 und 1616 im Schwelmer Raum aufgetreten war.

### Schwelm als Kur- und Ausflugsort im 18. und 19. Jahrhundert

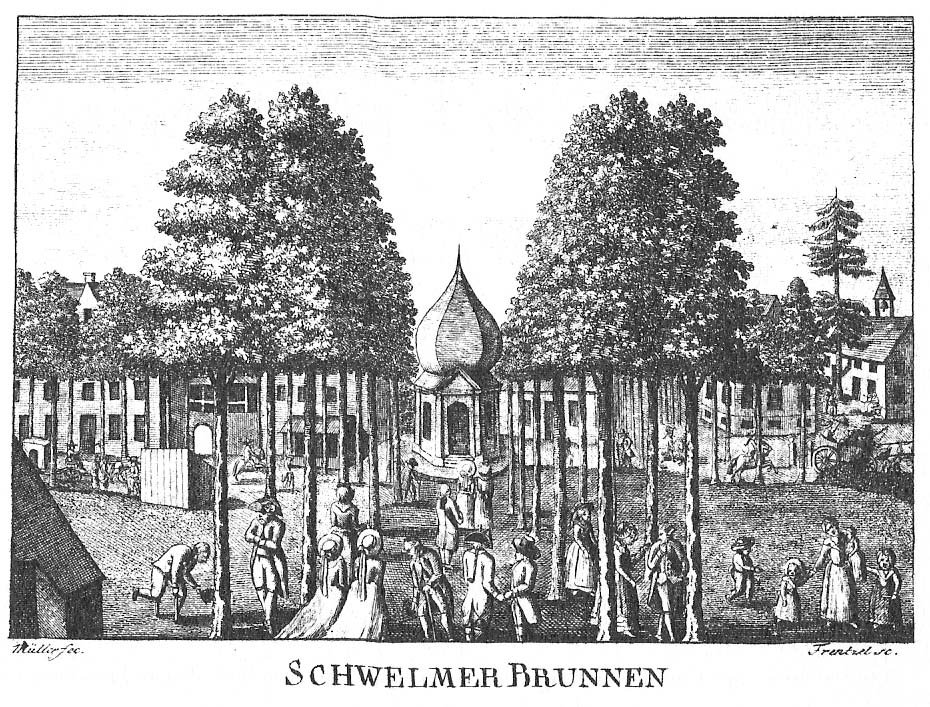
Gesundbrunnen Ende des 18. Jahrhunderts

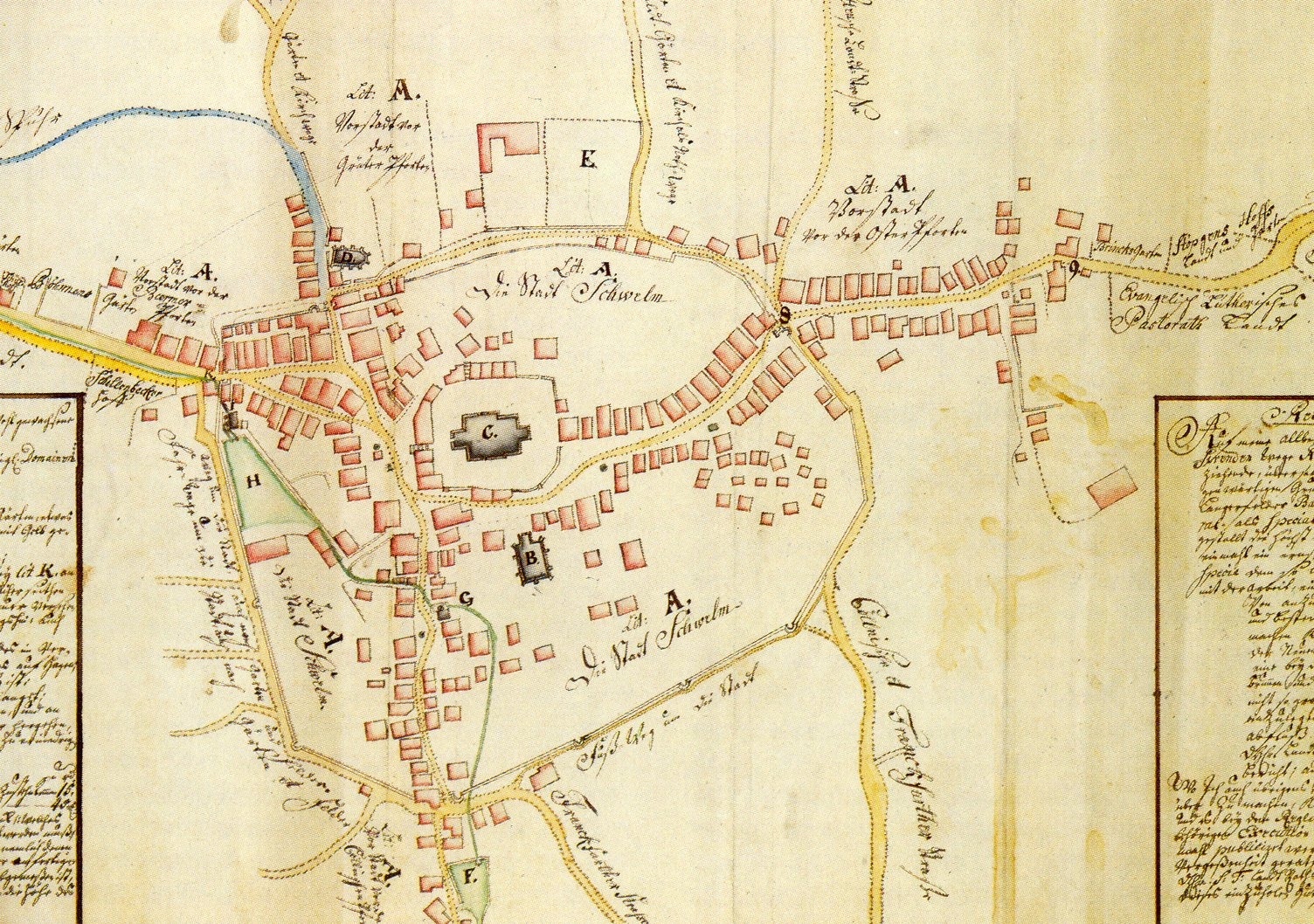
Ausschnitt eines Stadtplans aus dem Jahre 1722

Mehr als hundert Wohnhäuser wurden bei einem Stadtbrand im 18. Oktober 1722 zerstört. Auch außerhalb der Stadtmauer brannten Gebäude ab, darunter die Kirche, die Schule und das Pastorat der katholischen Gemeinde.
Zur Mitte des 18. Jahrhunderts war Schwelm weit über die Stadtgrenze hinaus als Kur- und Badeort bekannt, da sich zu dieser Zeit im heutigen Stadtviertel Brunnen eine Heilquelle befand, der Schwelmer Gesundbrunnen. Diese eisenhaltige Quelle war bereits um 1650 vom damaligen Inhaber des Hauses Martfeld, Adolf Wilhelm Raitz von Frentz, in Schwelm entdeckt worden. Als im Jahre 1706 zwei Ärzte die Qualität des Wassers lobten und ihm eine heilende Wirkung bescheinigten, begann die Glanzzeit des Gesundbrunnens: Der Schwelmer Arzt Kaspar Frowein gab 1707 an, dass innerhalb von zwei Monaten 60 000 bis 70 000 Menschen den Schwelmer Gesundbrunnen aufsuchten. Das über der Heilquelle entstandene Brunnenhäuschen ist heute denkmalgeschützt. Gegen Ende des 18. Jahrhunderts entwickelte sich der Schwelmer Gesundbrunnen vom Kurort zum Ausflugsziel: Regelmäßig fanden Theater- und Opernaufführungen statt und es gab mehrere Brunnenwirtschaften. Im Jahr 1800 erschien unter dem Titel „Ueber den Schwelmer Gesundbrunnen“ eine 248 Seiten starke ausführliche Beschreibung der Schwelmer Heilquelle, des Brunnenbetriebes und der Stadt Schwelm mit näherer Umgebung. Sie wurde von den Schwelmer Arzt Ludovicus Castringius und dem Lenneper Apotheker Caspar Heinrich Stucke verfasst. 1809 verfasste Wilhelm Tappe ein Epos über einen Sonntag am Brunnen in Schwelm. Der Kurpark um das Brunnenhäuschen herum wurde 1820 von Maximilian Friedrich Weyhe in ein Lustwäldchen umgewandelt. Die Glanzzeit des Schwelmer Brunnens kam 1882 zu einem jähen Ende, als die Heilquelle unverhofft versiegte. Als Ursache wurde der benachbarte Erzbergbau in den „Roten Bergen“ ausgemacht (heute Bereich Dr.-Moeller-Straße).
1823 erschien erstmals in Schwelm die Zeitung Hermann, Zeitschrift von und für Westfalen oder der Lande zwischen Weser und Maas unter dem Chefredakteur Rauschnick, dem Leiter des Schwelmer Gymnasiums. Aus dieser Zeitung wurde später die Schwelmer Zeitung, die bis 1980 täglich erschien.

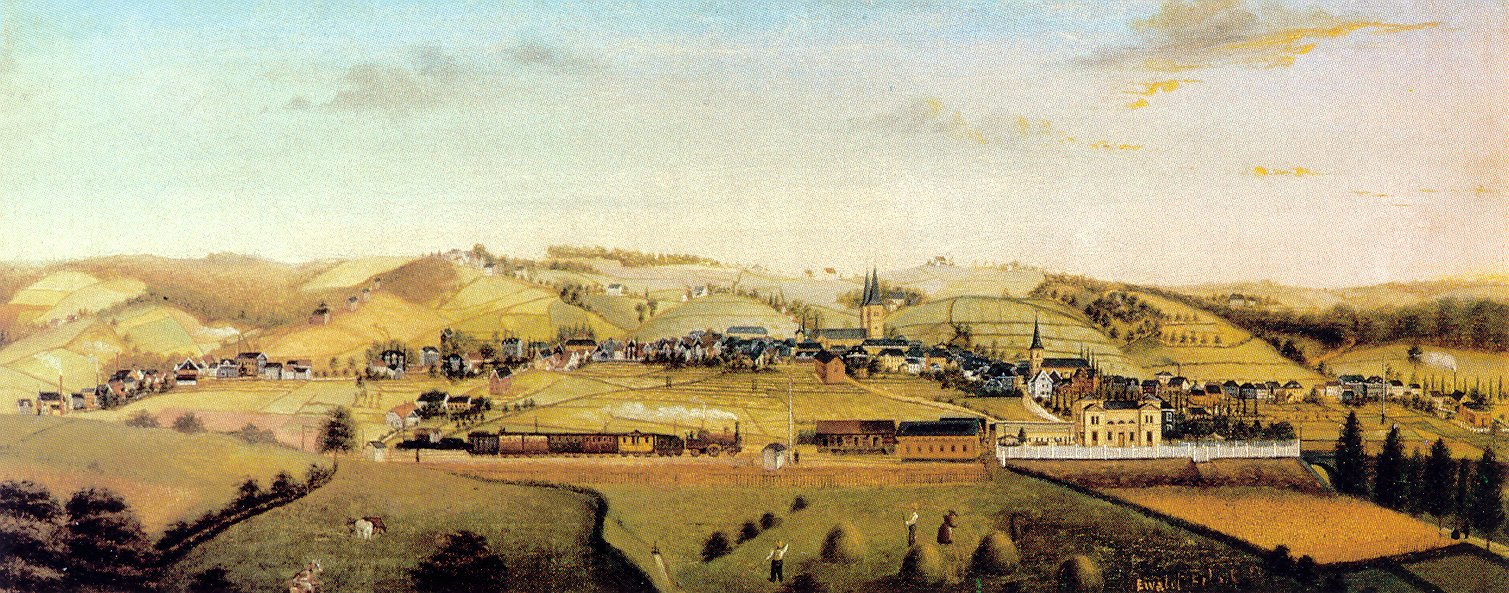
Schwelm im 19. Jahrhundert mit der Bergisch-Märkischen Eisenbahn im Vordergrund

Bei einem Stadtbrand im Herbst des Jahres 1827 wurden über 40 Gebäude zerstört, darunter die katholische Kirche. Nachdem bereits in der zweiten Hälfte des 18. Jahrhunderts das erste Straßenpflaster in Schwelm verlegt worden war, wurde nach dem Brand von 1827 die Neustraße (heute: Hauptstraße) als neuer Hauptverkehrsweg anstelle der Kirchstraße angelegt. Zu einer wesentlichen Verbesserung der Infrastruktur kam es 1847, als die Bergisch-Märkische Eisenbahn-Gesellschaft die Strecke von Wuppertal-Elberfeld nach Schwelm eröffnete und die Stadt damit an den Schienenverkehr angeschlossen wurde. 1860 wurde die Dampfkraft und die Gasbeleuchtung in Schwelm eingeführt.

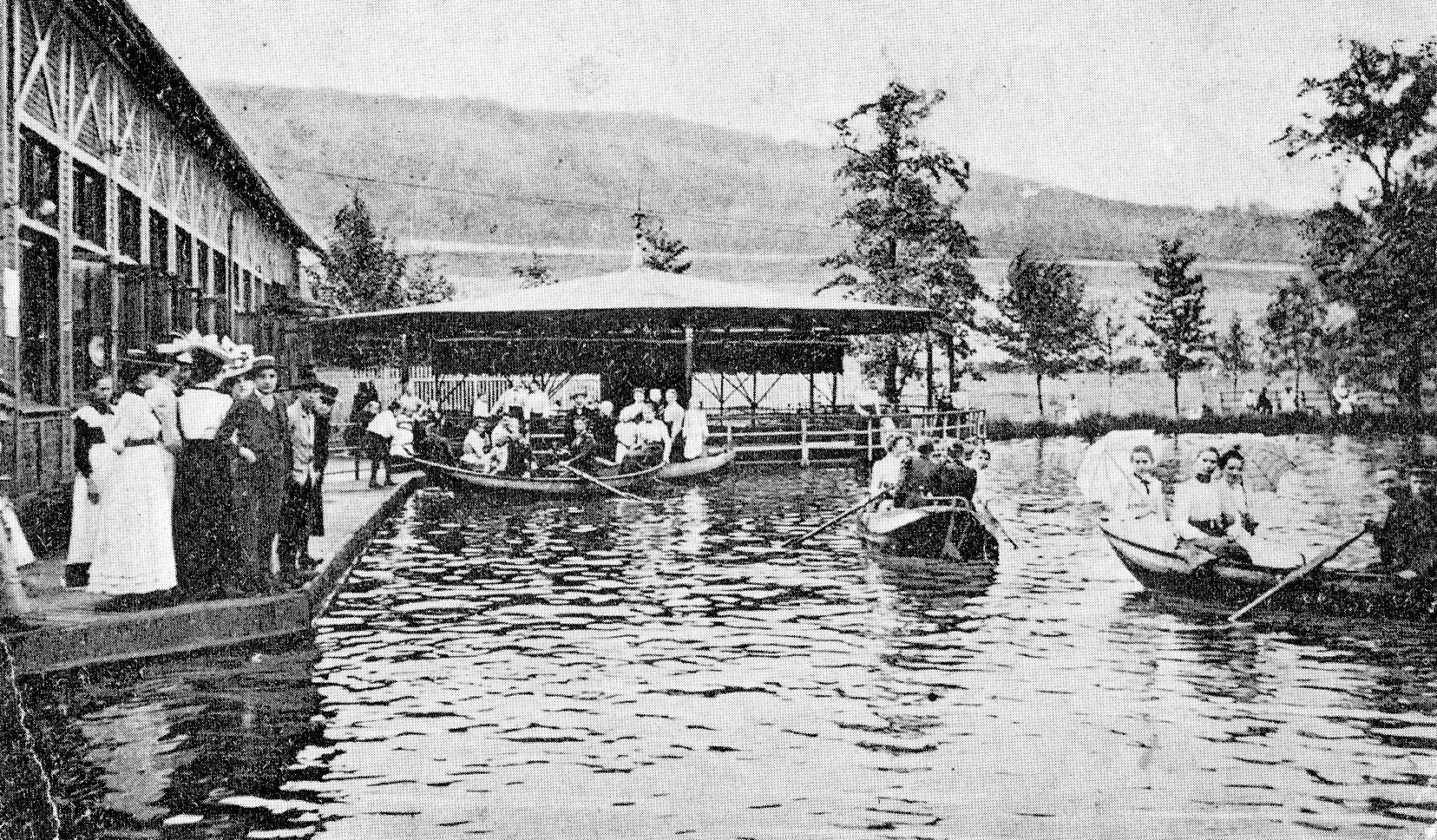
Gondelteich des Ausflugslokals Schnupftabaksmühle um 1900

Um 1900 befand sich in an der Talstraße die Schnupftabaksmühle, das größte Ausflugslokal in der Region. Hier konnten die Gäste auf ehemaligen Mühlenteichen mit Gondeln und Kähnen umherfahren; das Lokal hatte zeitweise bis zu 3000 Sitzplätze. Als die Besucherzahlen zurückgingen, kaufte 1906 die Stadt Schwelm das Gelände der Schnupftabaksmühle und ließ dort eine Kläranlage errichten. Das einst als Mühle genutzte Gebäude überdauerte noch bis in die 1970er Jahre.
Von 1815 bis 1887 war die Stadt Schwelm dem Landkreis Hagen zugeordnet. 1879 vereinte sich die Stadt mit der sgn. Bauerschaft bzw. Landgemeinde Schwelm und darin insbesondere dem östlich vorgelagerten Dorf Möllenkotten. Auf diese Weise erweiterte sich das Stadtgebiet von rund 2 km² auf mehr als 16 km². Der starke Zuwachs leitete dazu über, dass Schwelm 1887 eine eigenständige Kreisstadt im neu entstehenden Landkreis Schwelm der preußischen Provinz Westfalen wurde.

### Erste Hälfte des 20. Jahrhunderts
Zu Beginn des 20. Jahrhunderts begann in Schwelm ein erheblicher Aufschwung an Industrialisierung, der durch Bandwirkereien und die Eisenindustrie geprägt war. Dies führte zu einem erheblichen Wachstum der Stadt, die sich im Wesentlichen nach Norden ausdehnte.
Ebenfalls zu Beginn des 20. Jahrhunderts wurde 1901 von Franz Friedrich Laufer in Schwelm die deutsche Dogge Cäsar als erster Polizeihund Deutschlands eingesetzt.
Ab 1922 wurden die Schwelmer Landgemeinden Langerfeld und Nächstebreck der Nachbarstadt Barmen zugeordnet. Als am 1. August 1929 aus dem Landkreis Schwelm in Verbindung mit einigen weiteren Gebieten der Ennepe-Ruhr-Kreis hervorging, blieb Schwelm nicht nur weiterhin der Sitz der Kreisverwaltung, sondern war nun auch die größte Stadt des neuen Kreises. Seit der kommunalen Neugliederung am 1. Januar 1970, durch die der größte Teil der ehemaligen Landgemeinde Linderhausen an Schwelm überging, ist die Stadt jedoch die flächenkleinste Gemeinde in Nordrhein-Westfalen.
Nahe dem alten Gesundbrunnen konnte 1929 die zur Mitte 19. Jahrhunderts erloschene Quelle erneut erschlossen werden, deren Wasser fortan aber nur als Tafelwasser diente. Auch die ehemaligen Brunnenwirtschaft im heute denkmalgeschützten Haus Friedrichsbad erlebte zu Anfang des 20. Jahrhunderts einen Aufschwung und wurde aufgrund einer nahe gelegenen Pferderennbahn zu einem Zentrum des Reitsports im Bergischen Land.

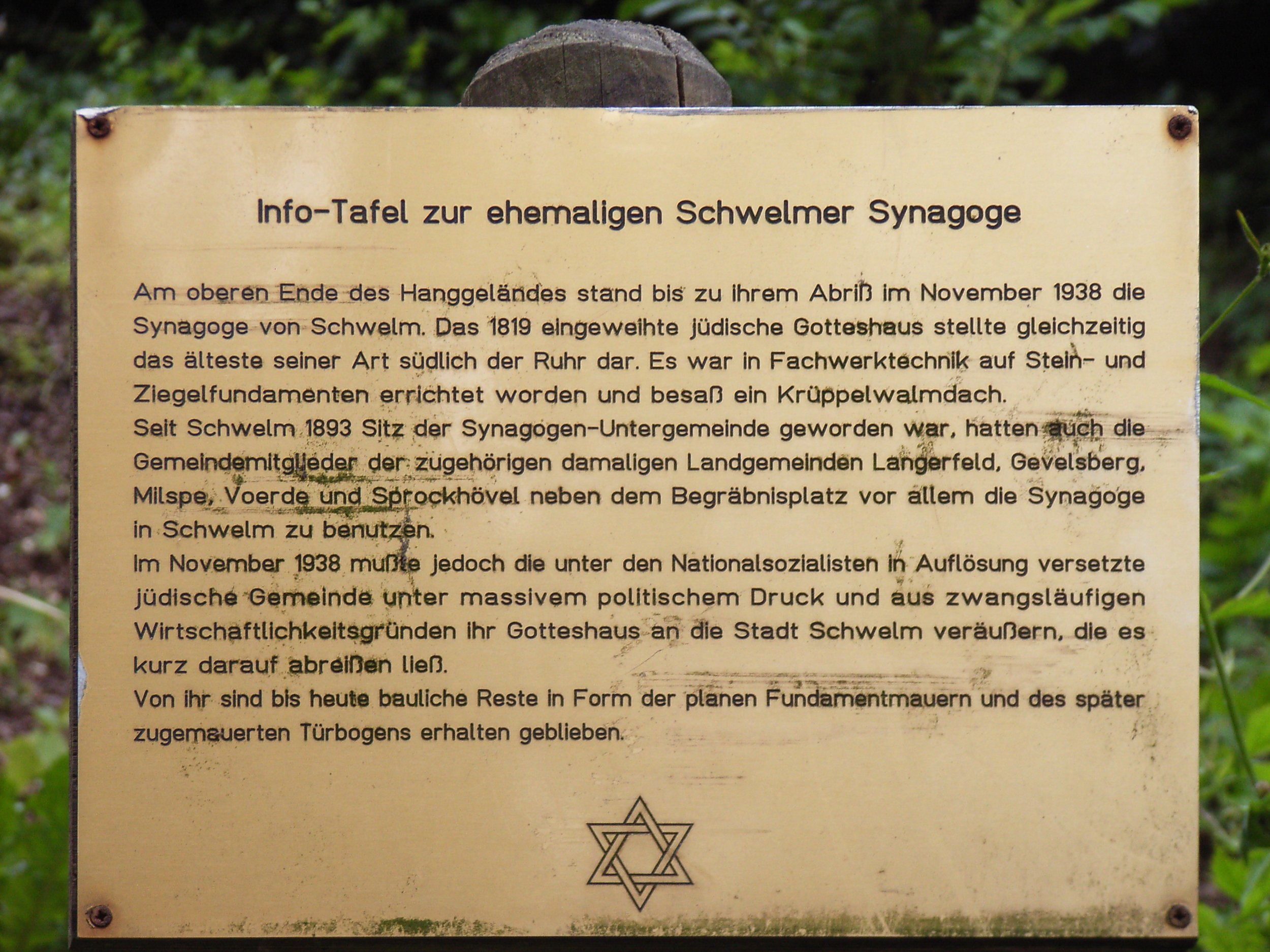
Hinweisschild am einstigen Standort der Synagoge

Nach der Machtergreifung der Nationalsozialisten wurde 1933 das Kaiser-Friedrich-Denkmal abgerissen, das seit Beginn des Jahrhunderts einen zentralen Platz der Stadt geziert hatte, den heutigen Neumarkt. Dieser Platz bekam 1939 als neuer „Viktor-Lutze-Platz“ den Namen des obersten Führers der SA, dem die Stadt zuvor bereits die Ehrenbürgerschaft angetragen hatte (aberkannt 1983). Beim Novemberpogrom in der Nacht zum 10. November 1938 zerstörten Schwelmer das letzte verbliebene jüdische Geschäft der Stadt, der Besitzer wurde in das Konzentrationslager Sachsenhausen verschleppt. Die Synagoge wurde 1938 an die Stadt verkauft, nachdem die jüdische Gemeinde von den Nationalsozialisten zu einem Verein degradiert worden war und den Unterhalt des Gotteshauses nicht mehr finanzieren konnte. Zum Gedenken an die jüdische Familie Herz, die an der Kölner Straße gewohnt hatte und Opfer des Holocaust geworden war, setzte der Kölner Künstler Gunter Demnig im Dezember 2006 vor dem Haus Nr. 3 an der Kölner Straße vier Stolpersteine in das Straßenpflaster. Insgesamt ist die geschichtliche Rekonstruktion der Zeit des Nationalsozialismus in Schwelm äußerst schwierig, da die Überlieferung im Stadtarchiv Schwelm über die Zeit „absolut dürftig“ ist.
Während des Zweiten Weltkriegs war Schwelm im März 1945 von Bombenangriffen betroffen: Am 3. März fielen laut Feuerwehrangaben 180 Spreng- und 12 000 Brandbomben. Die Schäden waren verheerend; unter den zerstörten Gebäuden befanden sich auch die drei Kirchen der Stadt. Am 13. März gingen erneut 350 Spreng- und 13 000 bis 14 000 Brandbomben auf die Stadt nieder, von denen allerdings viele auf unbebautes Land fielen. Insgesamt wurde Schwelm zwölfmal bombardiert, letztmals am 31. März. Nach damaligen Angaben der Stadt kamen bei den Angriffen 131 Menschen ums Leben. Am 13. April 1945 erreichten die amerikanischen Truppen über die Schwelmer Höhen im Süden die Kreisstadt und besetzten am 14. die Stadt.
Die späte Kriegszeit in Schwelm stellt der autobiographisch geprägte Roman „Zündschnüre“ des gebürtigen Schwelmers und Liedermachers Franz Josef Degenhardt dar. Das Buch wurde im Erscheinungsjahr 1973 ein Bestseller und im Folgejahr für das Fernsehen verfilmt.

### Jüngere Vergangenheit

Logo des 500-jährigen Stadtjubiläums

Mitte der 1960er Jahre entstand durch eine Bürgerinitiative eine Sammelaktion für die Turmhelme der evangelischen Christuskirche, die nach ihrem Wiederaufbau mehrere Jahre ohne Turmspitzen das Stadtbild prägte. Die Wiederbehelmung der Kirche am 13. und 14. Mai 1968 war eines der bedeutendsten Ereignisse in der jüngeren Stadtgeschichte, anlässlich dessen die Schüler sogar frei hatten, um das Geschehen miterleben zu können.
Am 1. Januar 1970 wurde der größte Teil der Gemeinde Linderhausen eingemeindet.
Das Erdbeben, das im April 1992 am Niederrhein schwere Schäden verursachte, war auch im Stadtgebiet noch zu spüren, hatte jedoch keine verheerenden Auswirkungen. Im August des folgenden Jahres brach auf dem Gelände einer Speditionsfirma ein Großbrand aus. Es war das größte Feuer in Schwelm seit 1945 und verursachte eine mehrere hundert Meter hohe Schadstoffwolke über der Stadt. Löschwasser, das in die Schwelme und die Wupper gelangte, führte zu einem Fischsterben.
Nachdem in der zweiten Hälfte des 20. Jahrhunderts bekannt geworden war, dass Schwelm bereits vor 1590 schon einmal das Stadtrecht besessen hatte, wurde 1996 das 500-jährige Bestehen der Stadt gefeiert. Aus Unkenntnis über die historischen Gegebenheiten hatte man noch 1950 das 360. Stadtjubiläum gefeiert, als Ersatz für die zehn Jahre zuvor ausgefallene 350-Jahr-Feier.
Im Januar 2007 verwüstete der Orkan Kyrill große Teile der Wälder auf dem Stadtgebiet und verursachte einen erheblichen Schaden für die Forstwirtschaft.

## Religion

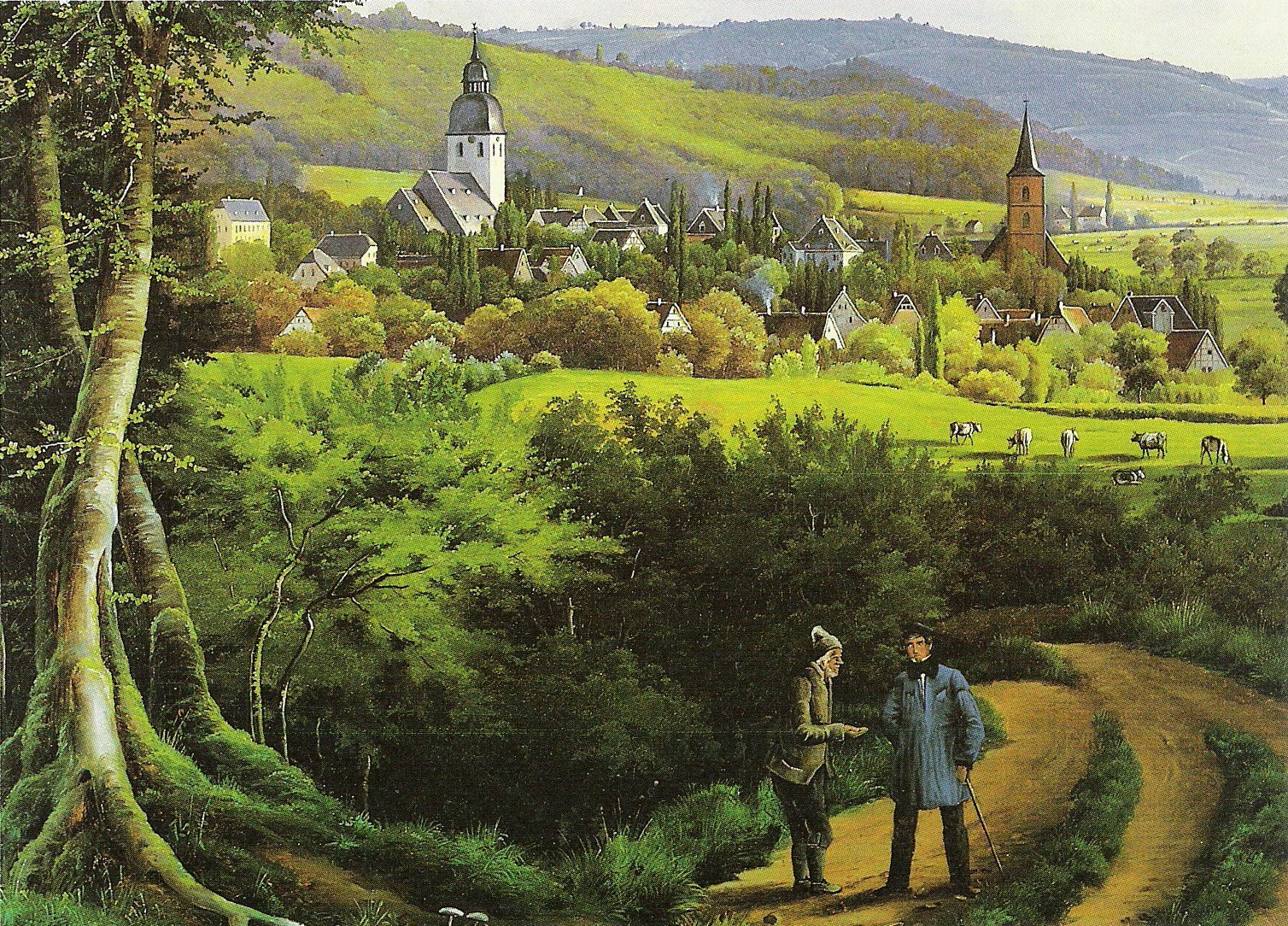
Lutherische und katholische Kirche im 19. Jahrhundert, Ausschnitt aus einem Gemälde von Gustav Lange, 1836

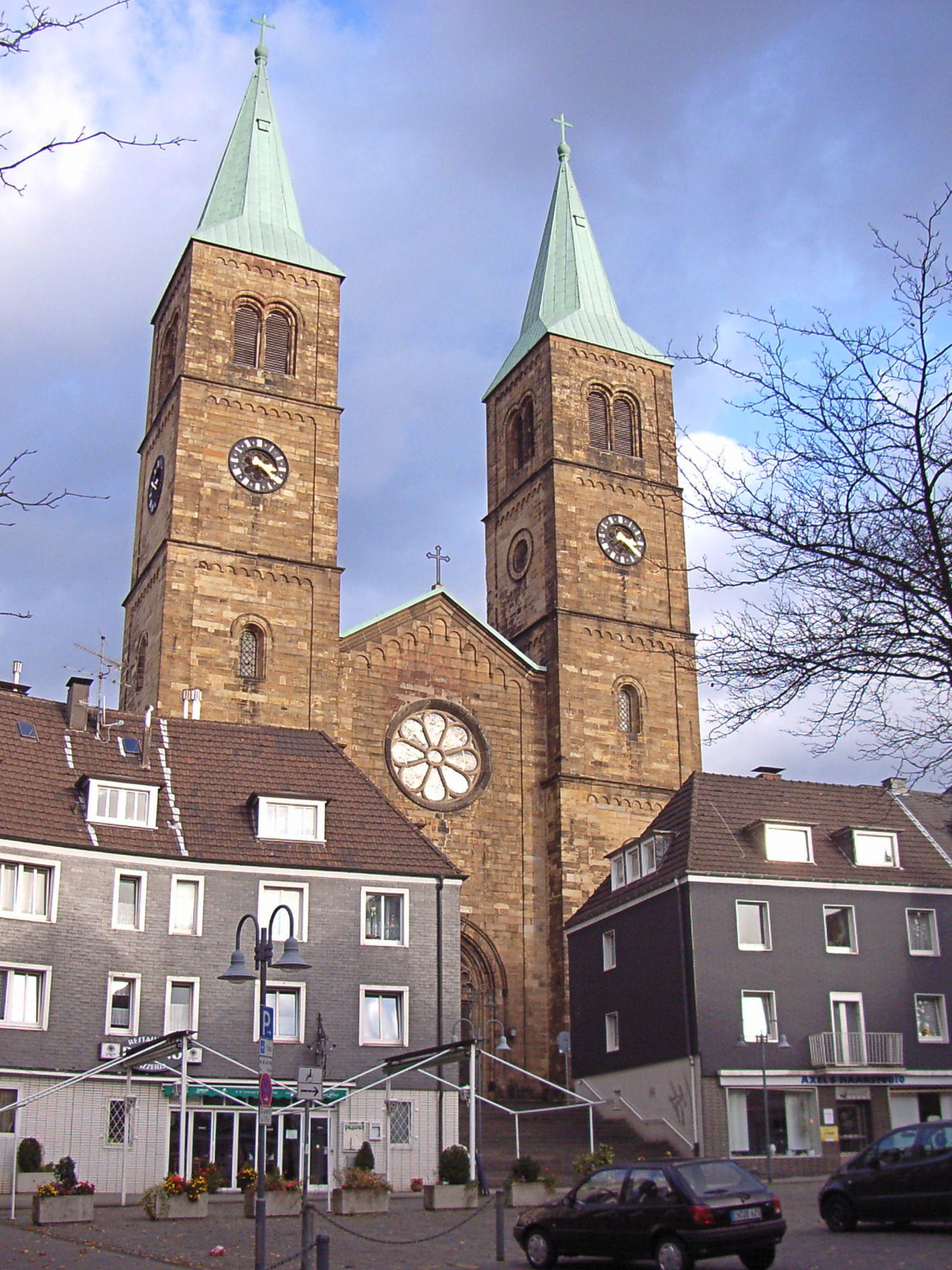
Christuskirche vom Altmarkt aus gesehen

Die älteste Schwelmer Kirche ist für das Jahr 1085 nachweisbar, als der Kölner Erzbischof Sigewin sie einem Kölner Kloster schenkte. Für 1225 ist erstmals die Weihe einer Kirche belegt, die ursprünglich vom Kölner Erzbischof Engelbert durchgeführt werden sollte. Doch Engelbert wurde auf seinem Weg nach Schwelm ermordet und seine Mitra in Schwelm zu einer Reliquie. Als einziges Gebäude in der Stadt überstand diese 1225 geweihte Kirche einen Stadtbrand im Jahre 1503, wurde jedoch 1520 bei einem erneuten Feuer in der Stadt zerstört. Daraufhin wurde 1522 eine neue katholische Kirche geweiht, die später von den Lutheranern übernommen und 1737 schließlich abgerissen wurde.
Zwischen 1585 und 1590 bekannten sich die meisten Christen der Schwelmer Gemeinden zum lutherischen Glauben. Nur fünf Familien waren katholisch geblieben; sie wurden von Kreuzherren aus dem Kloster Steinhaus in Beyenburg betreut. Der Konflikt zwischen den Konfessionen eskalierte in Schwelm im Jahre 1630, als kaiserliche Truppen im Auftrag der Katholiken die Stadt plünderten. 1656 wurde eine reformierte Gemeinde gegründet, die fortan neben der lutherischen Gemeinde existierte. Am 14. Juli 1682 genehmigte der Große Kurfürst Friedrich Wilhelm die Gründung einer katholischen Gemeinde und gestattete den Katholiken die Errichtung einer Kirche, einer Schule und eines Pfarrhauses.
Im Juli 1684 wurde der Grundstein einer neuen katholischen Kirche gelegt. Das schlichte einschiffige Gebäude wurde 1722 bei einem Brand stark beschädigt und 1827 von einem neuerlichen Feuer zerstört. Unweit des alten Standortes errichtete die katholische Gemeinde eine neue, 1833 geweihte Kirche, die erst 1968 gesprengt wurde, da das Gebäude nach dem Zweiten Weltkrieg nur notdürftig wiederhergestellt werden konnte. Der Neubau erfolgte an gleicher Stelle, und die heutige Marienkirche wurde am vierten Adventssonntag des Jahres 1970 geweiht.
Von ihrer Gründung im Jahre 1656 bis zum Stadtbrand von 1722 nutzte die reformierte Gemeinde ein normales Haus in der Schwelmer Altstadt, erst 1724 wurde eine reformierte Kirche geweiht. 1874 wurde dieses schlichte Gebäude ohne Turm und Glocken abgerissen und an derselben Stelle eine vollwertige Kirche mit einer Backsteinfassade, die seit 1930 Pauluskirche hieß. Nach dem Zweiten Weltkrieg musst die schwer beschädigte Pauluskirche abgerissen werden.
Nachdem 1836 die lutherische Kirche samt ihren Glocken bei einem Brand vollständig zerstört worden war, nutzten die Lutheraner die katholische Kirche für ihre Hauptgottesdienste, bis 1842 der Grundstein der heutigen Christuskirche vom preußischen König Friedrich Wilhelm gelegt wurde.
Auch Jehovas Zeugen sind in Schwelm mit drei Versammlungen (Gemeinden) vertreten. Sie halten ihre Zusammenkünfte (Gottesdienste) im Königreichssaal Schwelm in der Sedanstraße ab. Es werden Zusammenkünfte abgehalten in deutscher, griechischer und spanischer Sprache.
Im Jahre 1789 gab es in Schwelm fünf jüdische Familien, die mit Knechten und Mägden 37 jüdische Personen umfassten. Bereits seit 1682 lag unmittelbar vor der Stadtmauer ein jüdischer Friedhof, der aber seit dem ausgehenden 18. Jahrhundert nicht mehr neu belegt wurde. Vermutlich nutzte die jüdische Gemeinde bereits damals den Friedhof im Süden außerhalb der Stadt, der noch heute besteht und denkmalgeschützt ist. 1819 wurde in der Stadtmitte eine Synagoge eingeweiht.
Auch Muslime sind in Schwelm mit einer Moschee der Türkisch-Islamischen Union der Anstalt für Religion (DİTİB) in der Hattinger Straße vertreten.

## Bevölkerung
Schon im 16. Jahrhundert galt Schwelm für damalige Verhältnisse als Kleinstadt; die Einwohnerzahl blieb stets unter 500. Erst mit ihrer zunehmenden Bedeutung als Gewerbestandort gewann die Stadt an Einwohnern: Hauptsächlich durch Zuwanderung verdoppelte sich im 18. Jahrhundert die Einwohnerzahl und Schwelm wurde zur sechstgrößten Stadt in der Grafschaft Mark.
| Schwelmer Bevölkerung im 18./19. Jahrhundert | Schwelmer Bevölkerung im 18./19. Jahrhundert | Schwelmer Bevölkerung im 18./19. Jahrhundert | Schwelmer Bevölkerung im 18./19. Jahrhundert | Schwelmer Bevölkerung im 18./19. Jahrhundert | Schwelmer Bevölkerung im 18./19. Jahrhundert | Schwelmer Bevölkerung im 18./19. Jahrhundert | Schwelmer Bevölkerung im 18./19. Jahrhundert | Schwelmer Bevölkerung im 18./19. Jahrhundert | Schwelmer Bevölkerung im 18./19. Jahrhundert | Schwelmer Bevölkerung im 18./19. Jahrhundert | Schwelmer Bevölkerung im 18./19. Jahrhundert | Schwelmer Bevölkerung im 18./19. Jahrhundert | Schwelmer Bevölkerung im 18./19. Jahrhundert |
| -------------------------------------------- | -------------------------------------------- | -------------------------------------------- | -------------------------------------------- | -------------------------------------------- | -------------------------------------------- | -------------------------------------------- | -------------------------------------------- | -------------------------------------------- | -------------------------------------------- | -------------------------------------------- | -------------------------------------------- | -------------------------------------------- | -------------------------------------------- |
| Jahr                                         | 1719                                         | 1722                                         | 1729                                         | 1735                                         | 1756                                         | 1771                                         | 1780                                         | 1790                                         | 1798                                         | 1858                                         | 1880                                         | 1900                                         |                                              |
| Einwohner                                    | 1043                                         | 776                                          | 957                                          | 1102                                         | 1355                                         | 1703                                         | 1819                                         | 2083                                         | 2266                                         | 7900                                         | 12 200                                       | 16 900                                       |                                              |

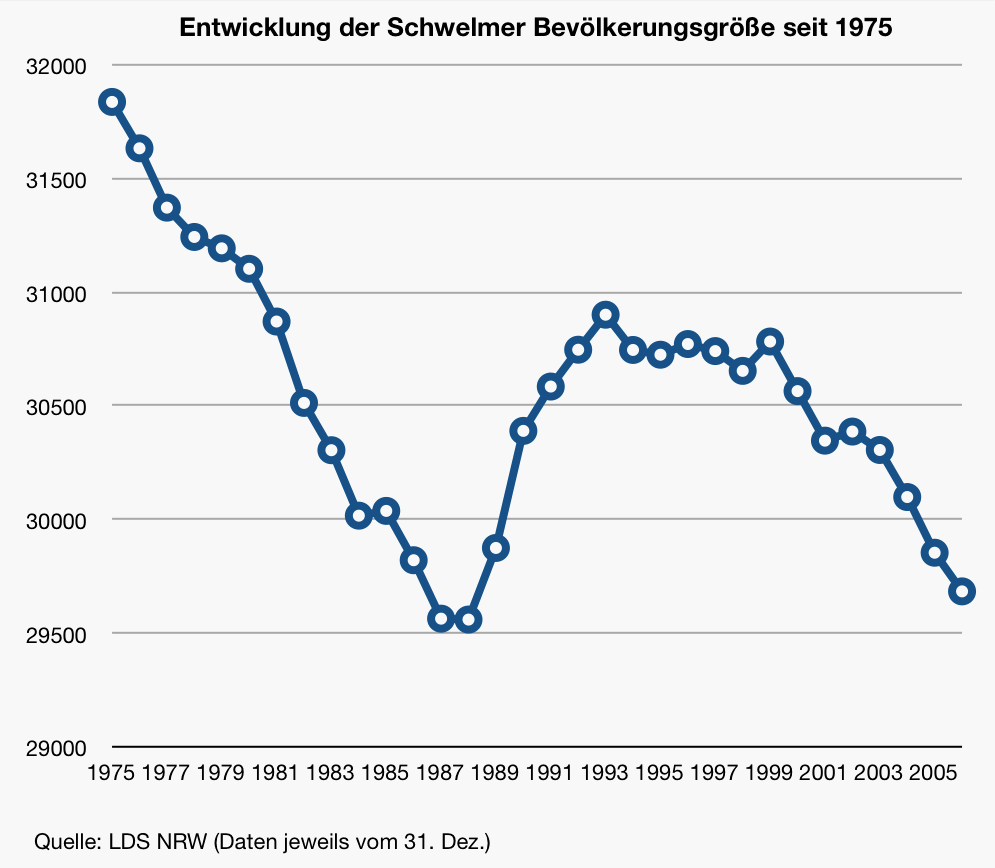
Entwicklung der Bevölkerungsgröße seit 1975

Um 1970 lebten beinahe 35.000 Menschen in der Stadt – so viel wie nie zuvor. Seither schrumpft die Bevölkerung fast stetig, abgesehen von einer kurzen Wachstumsphase um die deutsche Wiedervereinigung herum. Heute ist Schwelm eine Mittelstadt mit 28.501 Einwohnern (Stand: 31. Dezember 2021).
Der Anteil der Menschen im Alter über 65 ist in Schwelm um etwa vier Prozentpunkte größer als im gesamten Bundesland NRW (Stand: 2003). Zurückzuführen ist dies auf relativ viele Altenpflegeeinrichtungen auf dem Stadtgebiet sowie auf die kompakte Gestaltung der Stadt, die Schwelm gerade für ältere Menschen attraktiv macht.
Zwischen 1980 und 2004 hatte Schwelm alljährlich ein positives Wanderungssaldo, wobei die meisten Zuzüge aus der Nachbarstadt Wuppertal kamen. Im Jahre 2006 nahm das Wanderungssaldo wieder einen positiven Wert von 21 an. Ein weiterer leichter Rückgang der Bevölkerung bis 2025 und eine starke Zunahme der über 80-Jährigen ist wahrscheinlich.
Im Jahre 2018 betrug der Ausländeranteil (Anteil der Einwohner ohne deutschen Pass) in Schwelm 13,3 %, womit der Wert leicht über dem Durchschnitt der Gemeinden im Ennepe-Ruhr-Kreis lag.

## Politik

### Stadtrat
Die Tabelle stellt die Sitzverteilung im Zusammensetzung des Stadtrats dar.
| Partei / Gruppierung       | Sitze | Sitze | Sitze |
| Partei / Gruppierung       | 2020  | 2014  | 2009  |
| -------------------------- | ----- | ----- | ----- |
| SPD                        | 13    | 12    | 12    |
| CDU                        | 13    | 11    | 12    |
| Grüne                      | 8     | 3     | 4     |
| FDP**                      | 7     | 4     | 4     |
| Die Linke                  | 2     | 2     | 2     |
| Die Bürger**               | –     | 3     | –     |
| BFS/SWG*                   | 2     | 3     | 4     |
| BIZ***                     | 2     | –     | –     |
| Parteiloses Ratsmitglied** | 1     | -     | -     |
| Gesamt                     | 48    | 38    | 38    |

* Bürger für Schwelm/Schwelmer Wählergemeinschaft e. V.
** Wechsel eines Ratsmitgliedes am 13. Juni 2016 von der Fraktion „Die Bürger“ zur „FDP-Fraktion“. Wechsel eines Ratsmitgliedes am 26. Februar 2021 von der Fraktion „SPD“ zur „FDP-Fraktion“,  welches wiederum am 13. Dezember 2023 von der „FDP-Fraktion“ ausgeschlossen wurde.
*** BIZ: Bildung Innovation Zukunft
| Bürgermeister                       | Amtszeit  |
| ----------------------------------- | --------- |
| Stephan Langhard (parteilos)        | seit 2020 |
| Gabriele Grollmann-Mock (parteilos) | 2015–2020 |
| Jochen Stobbe (SPD)                 | 2009–2015 |
| Jürgen Steinrücke (CDU)             | 1999–2009 |
| Rainer Döring (SPD)                 | 1977–1999 |
| Egon Pohlmann (FDP)                 | 1975–1977 |
| Horst Stadie (SPD)                  | 1970–1975 |
| Heinrich Homberg (SPD)              | 1964–1970 |
| Wilhelm Wiesemann (CDU)             | 1963–1964 |
| Heinrich Homberg (SPD)              | 1951–1963 |
| Ernst Lambeck (CDU)                 | 1948–1951 |
| Otto Klode (SPD)                    | 1946–1948 |

### Bürgermeister
Bürgermeister von Schwelm ist seit dem 1. November 2020 Stephan Langhard (parteilos).
Der erste Bürgermeister nach der endgültigen Verleihung der Stadtrechte im Jahre 1590 war der Schwelmer Garnhändler Melchior Mühlinghaus. Nach dem Zweiten Weltkrieg waren als Bürgermeister kommissarisch Willi Vahle (1945), Hugo Schüßler (1945–1946) und Heinrich Sternenberg (1946) tätig. Im September 1946 wurde Otto Klode erster demokratisch gewählter Bürgermeister in Schwelm nach Kriegsende.

### Städtepartnerschaft
Seit September 2007 besteht eine Städtepartnerschaft zwischen Schwelm und der französischen Stadt Fourqueux (seit 2019: Ortsteil von Saint-Germain-en-Laye), mit der es bereits vor der Unterzeichnung des Partnerschaftsvertrags über mehr als zehn Jahre hinweg einen regen Austausch in den Bereichen Jugend, Sport und Kultur gab.

### Wappen, Flagge und Logo

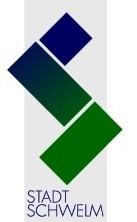
Logo der Stadt

Kurz nachdem der Stadt endgültig die Stadtrechte verliehen worden waren, erhielt Schwelm 1592 ein eigenes Wappen und Siegel. Zwei Abdrücke des 1592 angefertigten ersten Stempels aus den Jahren 1604 und 1609 sind heute noch im Staatsarchiv Nordrhein-Westfalen erhalten, siehe Abbildung. Das Recht zum Führen des heute gültigen Wappens erhielt die Stadt urkundlich am 3. August 1938 vom Oberpräsidenten der Provinz Westfalen: „Das Wappen zeigt auf goldenem Grund über einem blauen gewellten Flusslauf zwei rote Türme mit dunkelblauen Turmhelmen. Die Türme sind durch eine gezinnte gleichfarbige Mauer verbunden. Über ihr befindet sich zwischen den Türmen der rot-weiße märkische Schachbalken. Die Türme haben je eine Schießscharte, der Turmhelm trägt auf einem Knauf ein gleicharmiges Kreuz.“

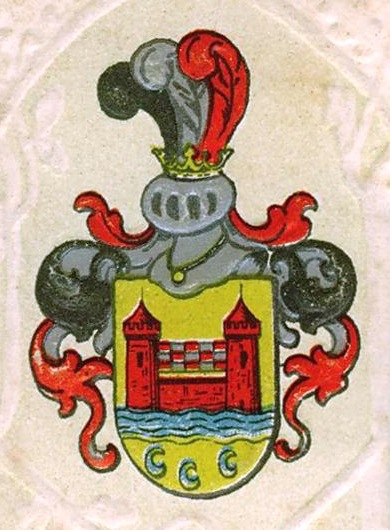
Stadtwappen um 1900

Die beiden Türme deuten auf die einstige Stadtmauer hin. Die kleine Mauer zwischen den beiden Türmen, die ebenfalls auf die Stadtmauer verweist, war nicht immer im Wappen zu sehen: In den Siegeln des 18. Jahrhunderts etwa fehlt die Mauer und in einem Siegel des 19. Jahrhunderts erstreckt sich der Schachbrettbalken auf Kosten der Mauer bis zum Boden der Türme. Auch die Anzahl der Schachbrettfelder änderte sich im Verlauf der Zeit mehrmals. Die Bedeutung des Wellenbandes ist nicht eindeutig: Entweder verweist es auf die Schwelme oder auf einen Teil der alten Stadtbefestigung, zu der auch ein Wassergraben gehörte. Zeitweise war im Schwelmer Wappen auch eine Gruppe von drei Monden dargestellt, die erstmals auf einem Siegel aus dem Jahre 1679 auftauchen. Seitdem waren sie vermutlich bis ins 20. Jahrhundert fester Bestandteil des Wappens. Das letzte bekannte Siegel, das die drei Monde aufweist, stammt aus dem Jahre 1938. Mal öffneten sich die Monde nach links und mal nach rechts, um 1900 waren statt der Monde sogar kurzzeitig drei Wesen in der Gestalt von Fischen oder Molchen Bestandteil des Wappens.
Das Recht zum Führen einer Fahne und einer Flagge wurde der Stadt 1950 urkundlich von der nordrhein-westfälischen Landesregierung verliehen: „Die Fahne trägt im oberen weißen Feld das Stadtwappen; der untere Teil der Fahne ist rot-weiß-rot senkrecht gestreift, der weiße Mittelstreifen breiter als die beiden roten Randstreifen. Die Flagge ist rot-weiß waagerecht gestreift mit dem Stadtwappen in der Mitte.“ Seit 2006 werden zum Schwelmer Heimatfest im Spätsommer viele Häuser und Autos in der Stadt von ihren Besitzern mit kleinen und größeren Ausführungen der Stadtflagge dekoriert.

## Wirtschaft
10.717 Menschen waren Ende 2021 am Arbeitsort Schwelm sozialversicherungspflichtig beschäftigt. Die meisten von ihnen sind in der Gesundheits- und Seniorenwirtschaft tätig, etwa im Krankenhaus, einem der vier Altenheime oder diversen Pflegediensten. Mit mehr als 600 Beschäftigten (Stand: 2022) gehört das Helios-Klinikum zu den größten Arbeitgebern auf dem Stadtgebiet. In der Kreisstadt ist ein mehr als doppelt so großer Anteil der Beschäftigten in der öffentlichen Verwaltung tätig als durchschnittlich im Ennepe-Ruhr-Kreis oder Nordrhein-Westfalen, darunter über 700 Beschäftigte in der Kreisverwaltung. Der Kaufkraftindex lag in Schwelm mit einem Wert von 103 % im Jahre 2015 leicht über dem Landes- und Bundesdurchschnitt.

### Entwicklung

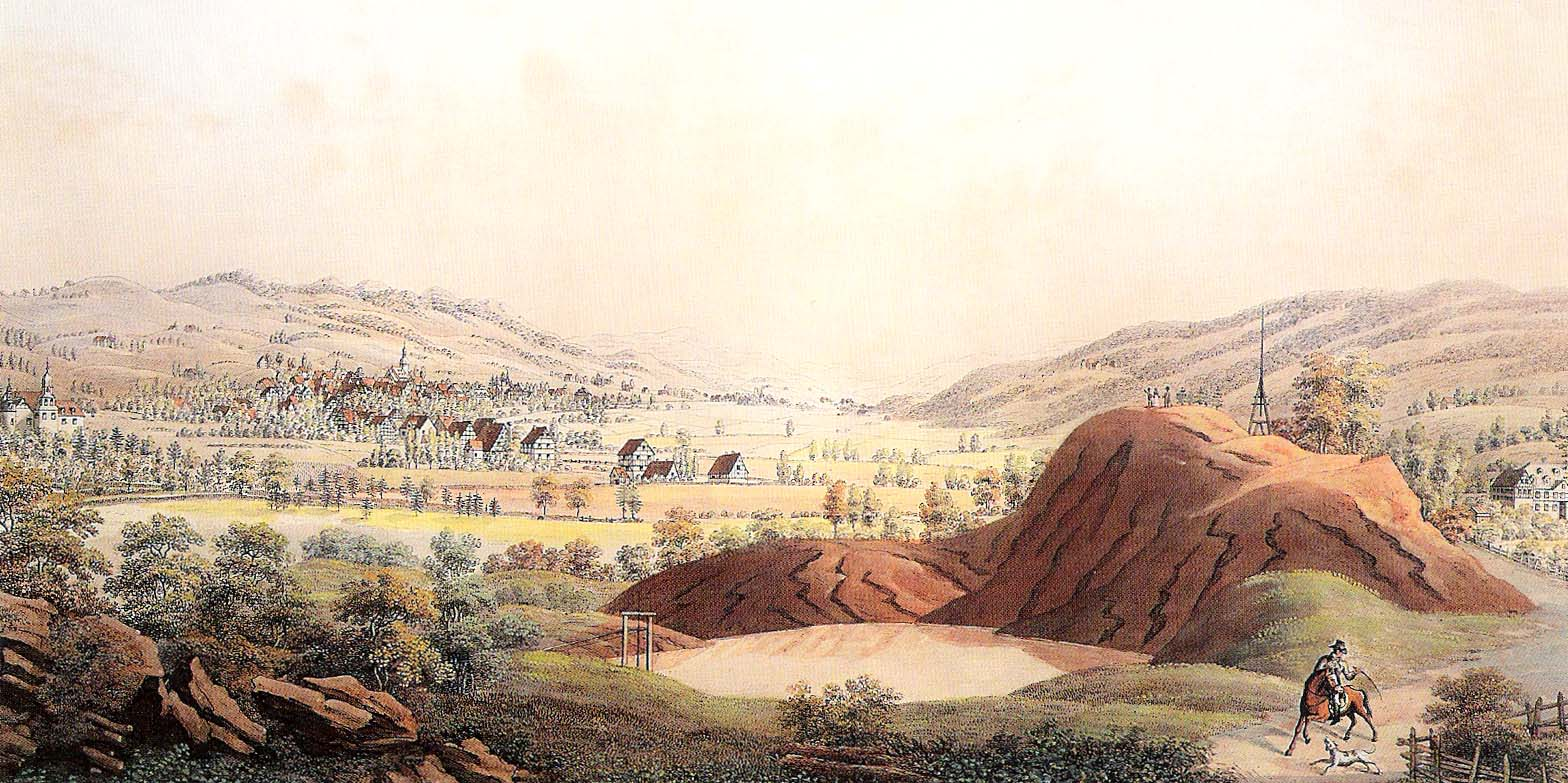
Abraumhalden des Bergwerks Rodenfeld um 1800

Mehrere hundert Jahre lang wurde in Schwelm Bergbau betrieben: Für die zweite Hälfte des 16. Jahrhunderts ist das Alaun- und Vitriolbergwerk Rodenfeld in der Nähe des Hauses Martfeld überliefert. Hier wurde Schwefelkies (heute: Pyrit und Markasit) gefördert, ausgelaugt und auf Pfannen gesotten, sodass man schließlich Eisenvitriol gewann. Vitriol und Alaun wurden insbesondere bei der Tuchfärbung verwendet. Nach 1682 ruhte der Bergbau in Schwelm lange und wurde nur vorübergehend zur Mitte des 18. Jahrhunderts wiederbelebt. Zur Mitte des 19. Jahrhunderts begann man auf Initiative des Unternehmers Friedrich Harkort erneut mit dem Abbau von Schwefelkies und damit, aus den Abraumhalden des alten Vitriolbergwerks Rodenfeld und den darunter liegenden Lagerstätten Brauneisenstein zu gewinnen, der in früheren Zeiten noch vernachlässigt worden war. Einen starken Anstieg der Fördermengen an Eisenstein und Schwefelkies erlebte Harkorts Zeche Schwelm in den 1870er Jahren, ehe der Betrieb 1891 aufgrund zurückgehender Fördermengen eingestellt wurde. Neben dem Bergwerk Rodenfeld wurde um 1900 auch an der Schwelmer Stadtgrenze im Westen in einem Bergwerk Smithsonit und Eisenstein gefördert.
Als um 1800 nördlich der Stadt Schwelm leistungsstarke Steinkohle-Gruben lagen, deren Fördermengen zu den größten in der Grafschaft Mark gehörten, war der Kohletransport einer der wichtigsten Wirtschaftszweige. Schwelm gehörte zu den bevorzugten Wohngebieten der Kohlentreiber, denn das Stadtgebiet lag genau zwischen den Abbaugebieten im Norden und den Absatzgebieten in den bergisch-märkischen Gewerbezentren im Süden. Damals führte eine Kohlenstraße aus dem Norden über Schwelm nach Lennep, Hückeswagen und Wipperfürth. Als in der ersten Hälfte des 19. Jahrhunderts der Chaussee- und Eisenbahnbau einsetzt, fand die Kohlentreiberei durch Schwelm ein Ende. Heute sind noch einige Hohlwege aus der damaligen Zeit erhalten.
Im 18. Jahrhundert gehörte der Schwelmer Raum zu den Schwerpunkten des Eisengewerbes in der Grafschaft Mark. Bis in die 1960er Jahre war das Schwelmer Eisenwerk Müller & Co. weltweit einer der führenden Hersteller von automatischen Benzinzapfsäulen, die auch in die USA exportiert wurden. Der Betrieb war zugleich die älteste Eisenfassfabrik in Deutschland und stellte seit 1890 die frühesten elektrisch geschweißten Fässer her.
Auch die Textilindustrie war in Schwelm einst ein bedeutender Wirtschaftszweig, denn die Stadt lag früher im Übergangsgebiet zwischen der Eisenindustrie an der Ennepe und der Textilstadt Wuppertal. Die ersten Bleichereien entstanden in Schwelm bereits um 1500. Später kamen Webereien und schließlich Bandwirkereien hinzu, die als Zulieferer oder Lohnbetriebe für die Wuppertaler Textilindustrie produzierten. 1845 erhielt die Bandfabrik Braselmann & Sohn die Erlaubnis zur Nutzung der ersten Dampfmaschine in Schwelm. Die Bandwirkereien waren auch zur Mitte des 20. Jahrhunderts noch von Bedeutung und erlebten nach dem Zweiten Weltkrieg sogar einen enormen Aufschwung. Zwei ehemaligen Bandwirkereien an der Ehrenberger Straße und am Bandwirkerweg aus dem späten 19. Jahrhundert sind heute denkmalgeschützt und die typische Kleidung der Bandwirker – ein blauer Kittel, ein rotes Halstuch und eine hohe schwarze Mütze – wird heute noch in den Schwelmer Nachbarschaftsvereinen zu besonderen Anlässen getragen.

### Unternehmen

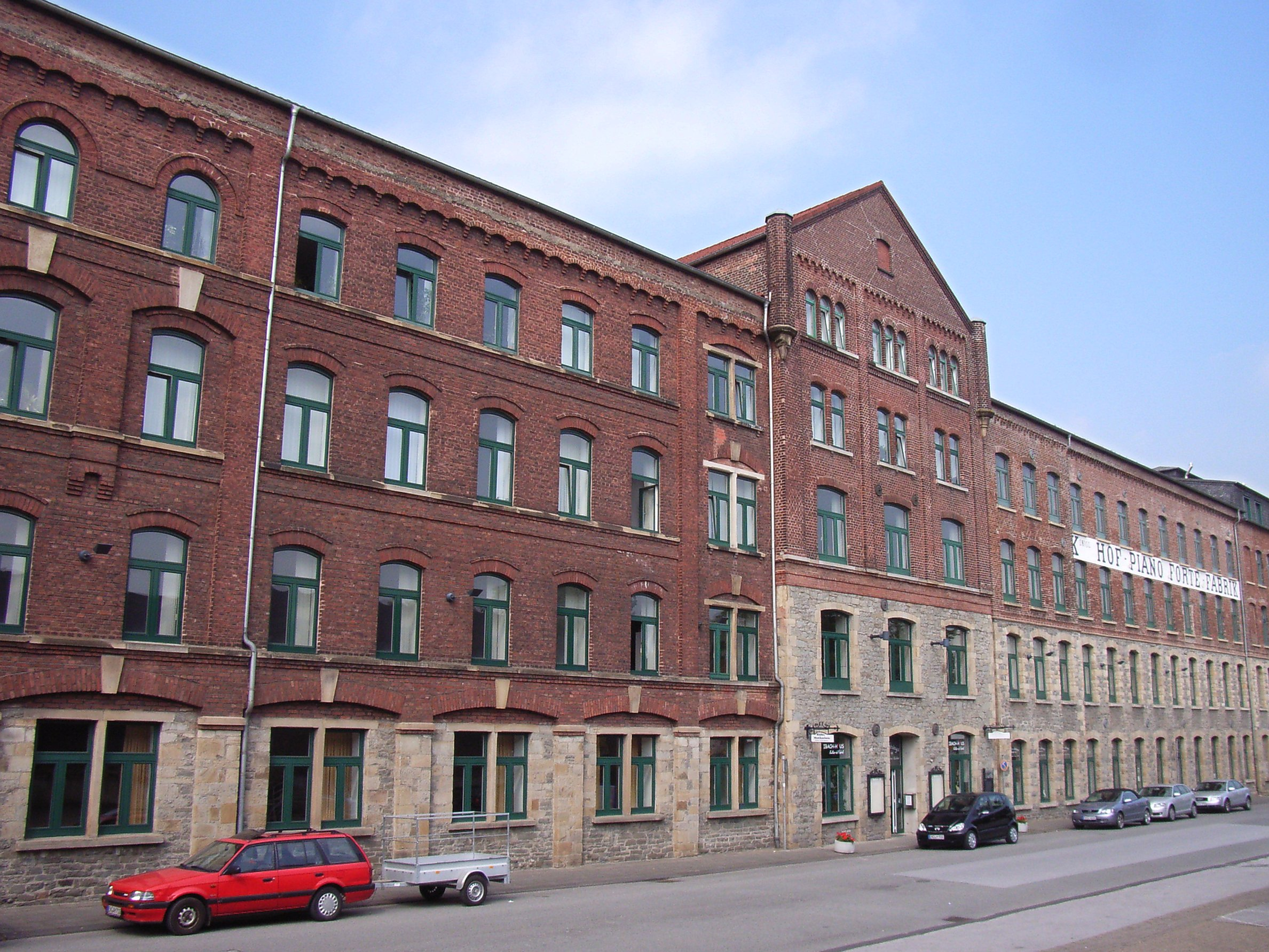
Ehemaliges Ibach-Gebäude an der Wilhelmstraße

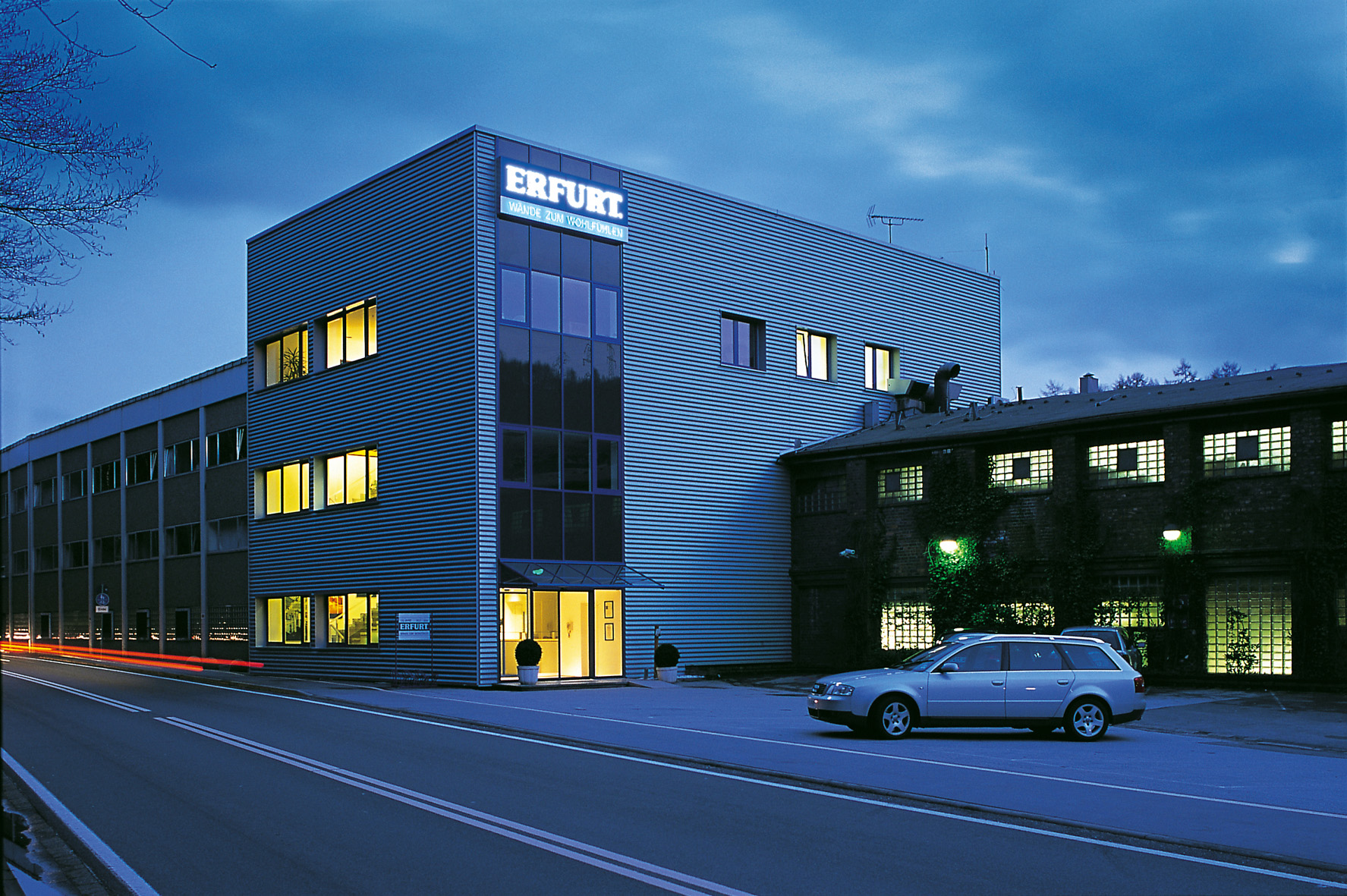
Firmengebäude des Unternehmens Erfurt & Sohn, Wuppertal

An der Wilhelmstraße steht die ehemalige Fertigungsstätte des Familienunternehmens Rud. Ibach Sohn, das bis 2007 der älteste noch produzierende Klavierhersteller der Welt war. Den roten Backsteinbau ließ gegen Ende des 19. Jahrhunderts der damalige Firmenleiter Peter Adolph Rudolph Ibach als zweite Fabrik des Unternehmens errichten, nachdem er 1883 das Gelände in Schwelm gekauft hatte. Nach dem Zweiten Weltkrieg wurde das Schwelmer Werk zum Hauptsitz des Unternehmens. Anfang Dezember 2007 wurde die Produktion aufgrund der Weltmarktsituation, ungünstiger Standortbedingungen und hohen Kostendrucks überraschend eingestellt.
Die Linde AG Gruppe Kälte- und Einrichtungstechnik produzierte in den 1980er Jahren mit rund 500 Beschäftigten Kühl- und Tiefkühlmöbel an der Saarstraße in Schwelm. 1988 sollte das Werk stillgelegt und die Produktion in Etappen nach Mainz-Kostheim verlagert werden. Nach monatelangem Kampf der Beschäftigten unter dem Motto „Linde muss in Schwelm bleiben“, unterstützt durch Vertreter der evangelischen Kirche und von politischen Parteien, gelang es dem Betriebsrat und der IG Metall Gevelsberg in einem Interessenausgleich die „Aufrechterhaltung eines Teilbetriebs“ mit 120 Beschäftigten für sieben Jahre festzuschreiben. Zum 31. Dezember 2001 wurde der Betrieb endgültig geschlossen: die restliche Produktion wurde nach Beroun in die Tschechische Republik verlagert und die letzten 100 Arbeitnehmer verloren ihren Arbeitsplatz.
Bereits ab 1830 bestand die Brauerei Schwelm (früher: Haarmann & Kathagen). Sie ersetzte zu Anfang des 20. Jahrhunderts als erste Brauerei weltweit die früher üblichen Holzfässer durch Emaille-Bottiche, die im Schwelmer Eisenwerk hergestellt wurden. Ende Oktober 2011 wurde die Brauerei infolge einer Insolvenz abgewickelt. Die Brauereigebäude aus der Nachkriegszeit wurde abgerissen. Nur das denkmalgeschützte Verwaltungshaus und das Kesselhaus stehen noch. Auf dem restlichen Brauereigelände wird ein neues Rathaus für die Stadt Schwelm gebaut.
Im äußersten Süden Schwelms liegt auf der Grenze zu Wuppertal die Papierfabrik Erfurt & Sohn, Hersteller überstreichbarer und funktionaler Wandbeläge und einst Erfinder der Raufaser. Auf Schwelmer Stadtgebiet befinden sich der wichtigste Teil der Produktionsanlagen und die Verwaltung.
Die seit 1997 in Wuppertal ansässige GEPA wurde 1975 in Schwelm gegründet. Heute ist das Unternehmen der größte Faire Händler in Europa.
Das Einzelhandelsunternehmen Aldi-Nord war bis Ende 2019 mit einer seiner rechtlich selbstständigen Regionalgesellschaften ansässig und betrieb ein großflächiges Zentrallager in der Stadt.
Das im Jahr 2008 von der Siemens AG übernommene und im Jahr 2010 in die Siemens Industry Software GmbH & Co. KG integrierte Unternehmen Comos Industry Solutions hat seine Zentrale in Schwelm.
Die AOK Nordwest hatte seit den 1970er Jahren eine Regionalverwaltung in Schwelm. Ende 2022 arbeiteten in einem der größten Bürogebäude der Kreisstadt noch rund 100 Mitarbeiter. Die Krankenkasse bestätigte, das mit Asbest belastete Gebäude absehbar zu verlassen, wolle jedoch in Schwelm ein Kunden-Center behalten.
Im August 2021 fusionierten die Sparkassen Schwelm und Sprockhövel. Im Jahr 2022 spendete das Unternehmen rund 500.000 Euro für soziale, sportliche und kulturelle Projekte in den beiden Städten.

## Kultur und Sehenswürdigkeiten

### Kulturdenkmale

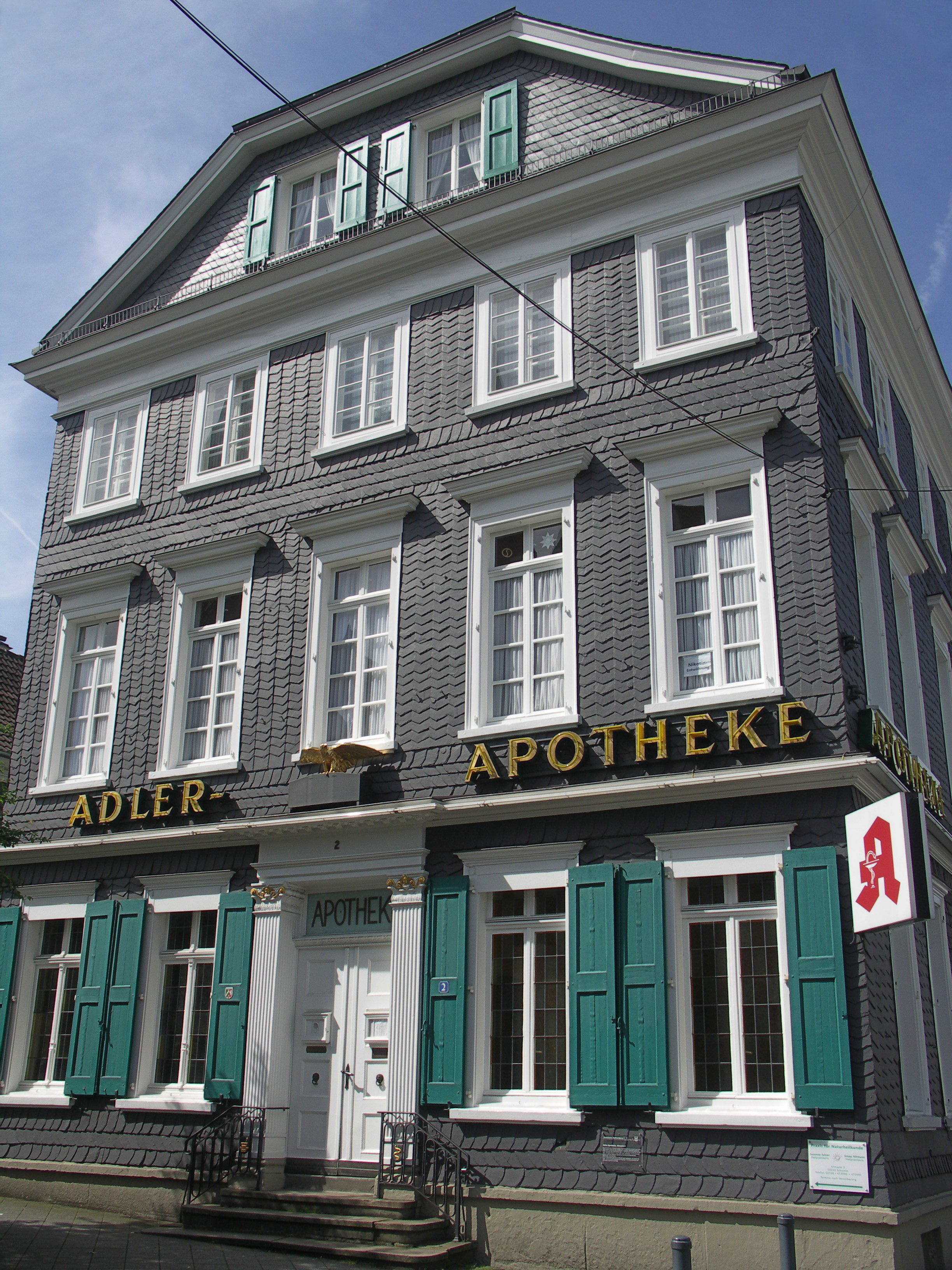
Denkmalgeschützte ehemalige Apotheke am Altmarkt

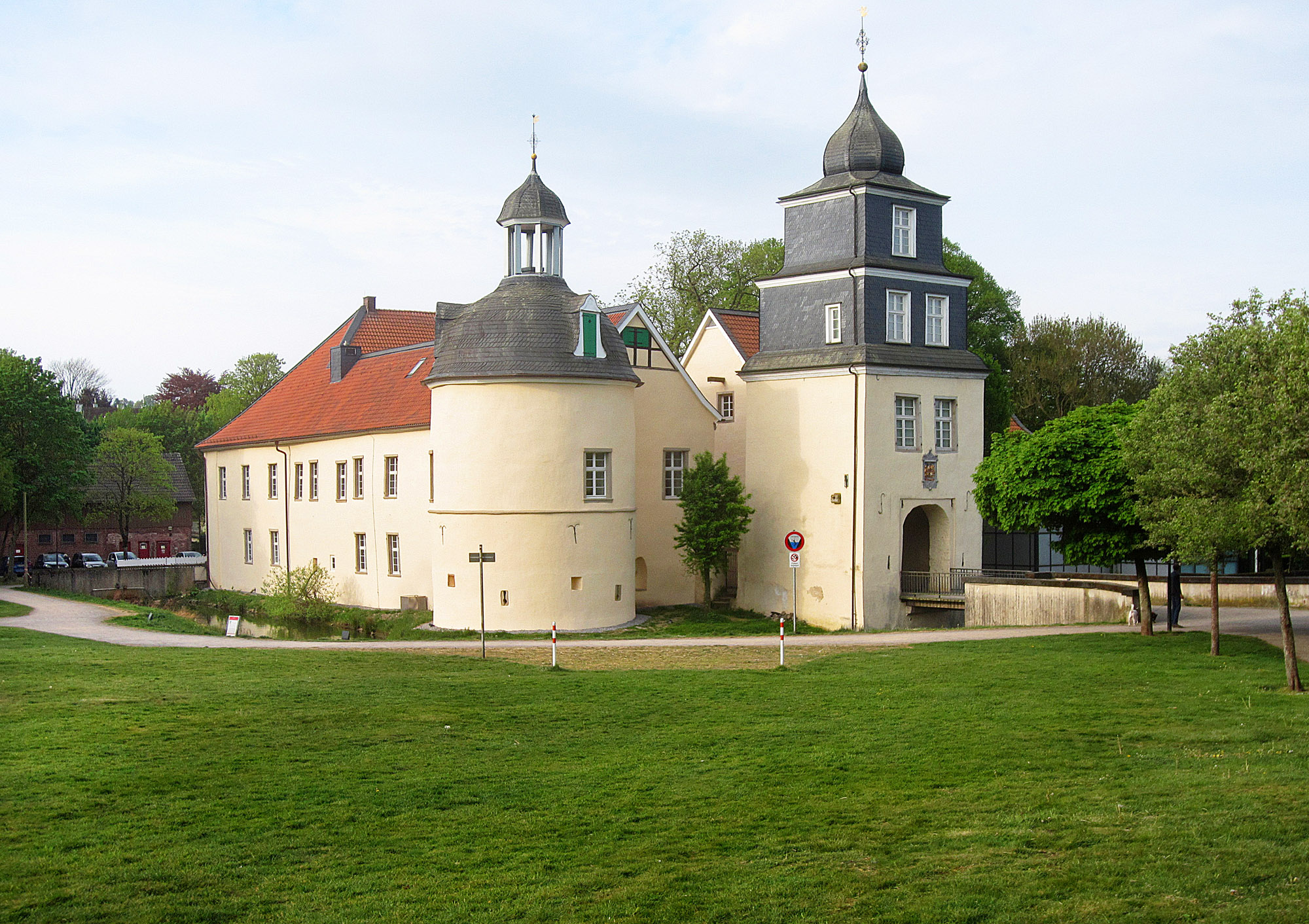
Ehemaliges Wasserschloss Haus Martfeld

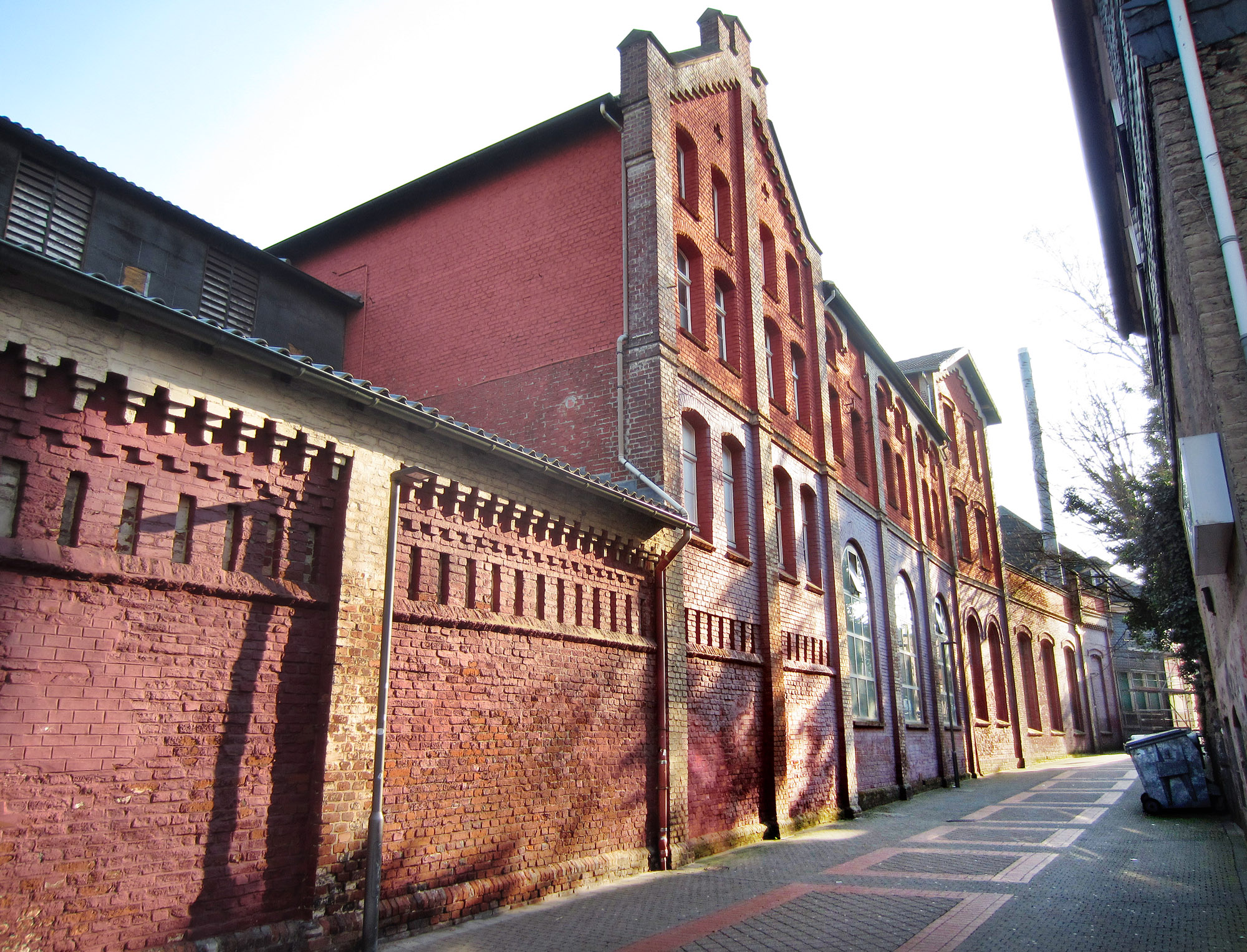
Ehemalige Brauerei an der Untermauerstraße

Die Stadt Schwelm weist derzeit 181 Denkmäler aus, davon 174 Baudenkmäler und 7 Bodendenkmäler (Stand Dezember 2020; gemäß genannter, aktualisierter Denkmallisten). Eine Bildergalerie Denkmäler der Stadt Schwelm präsentiert den gesamten Bestand, geordnet nach Lage im Stadtgebiet.
Nachdem in den 1970er Jahren die meisten alten Fachwerkhäuser abgerissen und durch Neubauten ersetzt worden sind, steht heute nahezu jedes historisch wertvolle Gebäude der Altstadt unter Denkmalschutz. Darunter sind etliche verschieferte Fachwerkhäuser im bergischen Baustil und in den dafür typischen Farben Schwarz, Weiß und Grün. An der Kirchstraße Nr. 5 steht eines der wenigen Häuser, die den Stadtbränden des 18. Jahrhunderts nicht zum Opfer gefallen sind. In der Fußgängerzone sind fast alle Häuser nach 1945 entstanden und nur wenige alte Gebäude sind in diesem Bereich erhalten. Nördlich der Fußgängerzone befinden sich einige denkmalgeschützte Wohnhäuser, die gegen Ende des 19. Jahrhunderts im Stil der Gründerzeit und der Neorenaissance errichtet wurden und teilweise eine nachklassizistische Stuckfassade haben. Auch einige um 1900 erbaute Villen sind hier zu finden. Kleinere Ansammlungen denkmalgeschützter Wohngebäude befinden sich zudem an der Hauptstraße westlich und östlich der Fußgängerzone sowie an der Barmer Straße. Im Februar 2007 ging das Haus Nr. 8 an der Bismarckstraße als Sieger aus einem Wettbewerb um die gelungenste Fassadenrenovierung hervor.
Zu den denkmalgeschützten Bauwerken gehört auch der ehemalige Rittersitz Haus Martfeld im Osten der Stadt samt der nahegelegenen Grabkapelle. Im Stadtkern sind die erhaltenen Werksgebäude der ehemaligen Brauerei Hermann & Karthagen mit zugehörigen Gewölbekellern bemerkenswert. Die ebenfalls denkmalgeschützte evangelische Christuskirche ist mit etwa 1200 Sitzplätzen die zweitgrößte Kirche in Westfalen.
Außerhalb des bebauten Stadtgebiets liegt der Jüdische Friedhof Schwelm in ländlicher Umgebung. Er war in Nutzung zwischen etwa 1776 und 1943 und wird heute von Stadt, Land und Bund sowie von Ehrenamtlichen fortgepflegt.

### Museen
Das Schwelmer Heimatmuseum umfasst mehr als 1000 Exponate, die von der Steinzeit bis ins 20. Jahrhundert reichen. Über drei Etagen im Mittelflügel des Hauses Martfeld erstreckt sich die Ausstellung, die als eine der größten westfälischen Sammlungen der Regionalgeschichte gilt. Vor über hundert Jahren entstand dieses Museum aus einer Ausstellung, die 1890 zum 300-jährigen Stadtjubiläum stattfand, auf Initiative des späteren Ehrenbürgers Wilhelm Tobien. Maßgeblich zum Erwerb vieler Exponate trug der Gaststättenbesitzer Jakob Theisen bei. Im Laufe der Jahrzehnte änderte sich mehrmals der Name des Museums genauso wie der Standort:

„Daß erst 1937 die Nationalsozialisten es fertigbrachten, angemessene Räume für das von liberalen Bildungsbürgern gegründete Museum bereitzustellen, ist ein ‚Treppenwitz‘ der Schwelmer Stadtgeschichte.“

Nachdem die Stadt Schwelm in den 1950er Jahren das Haus Martfeld gekauft hatte, zog dort das Heimatmuseum ein und wurde 1962 in dem ehemaligen Rittersitz eröffnet. Zu Anfang der 1960er Jahre wurde für das Heimatmuseum ein Modell angefertigt, das die Stadt Schwelm im Jahre 1722 darstellt. Nachdem sich das Modell jedoch als zu groß erwiesen hatte, um im Museum gezeigt werden zu können, wurde es jahrzehntelang gar nicht ausgestellt, ehe es schließlich im Februar 2007 einen Platz in der Hauptstelle der Städtischen Sparkasse fand.

### Veranstaltungen

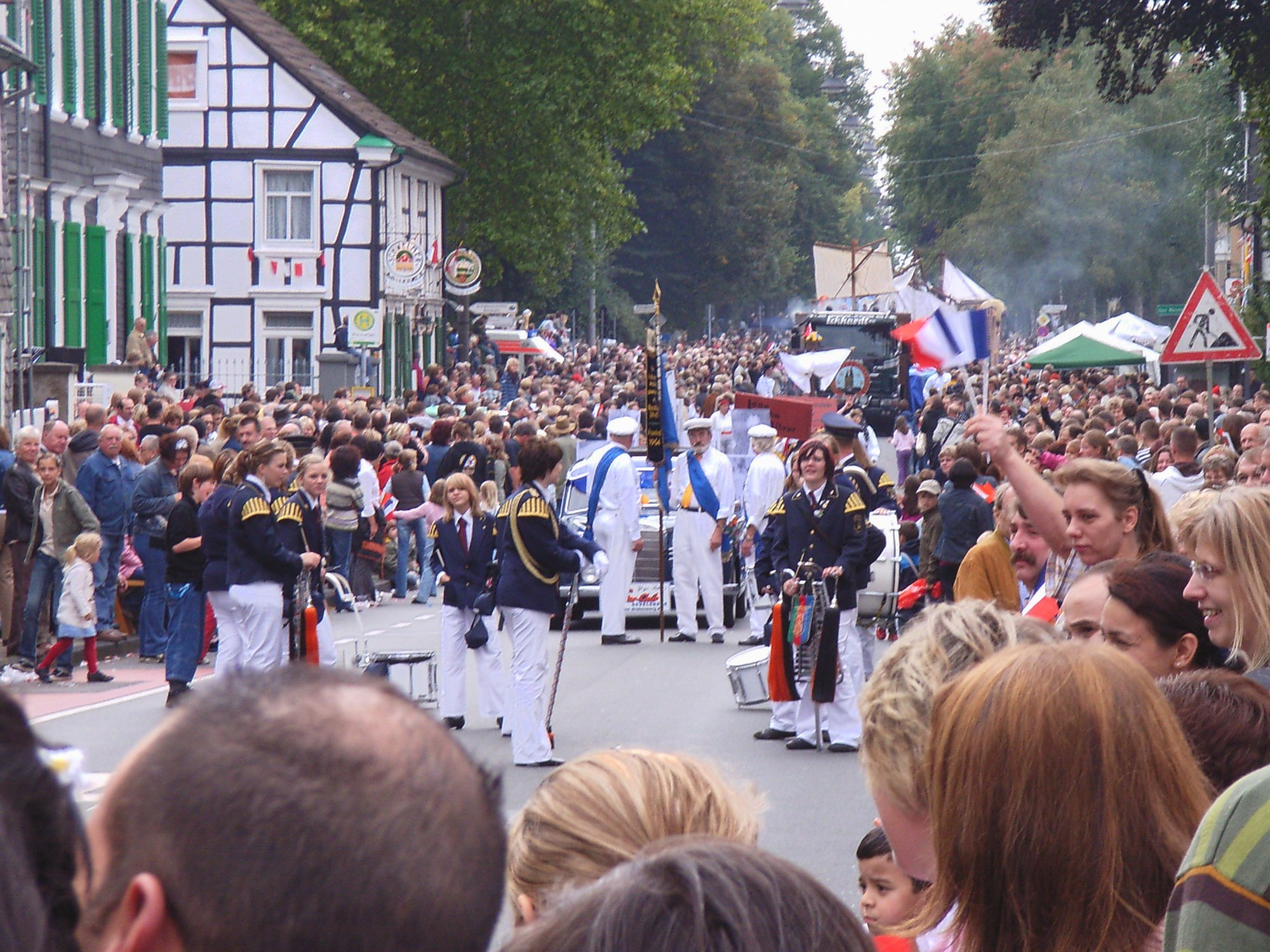
Heimatfestzug

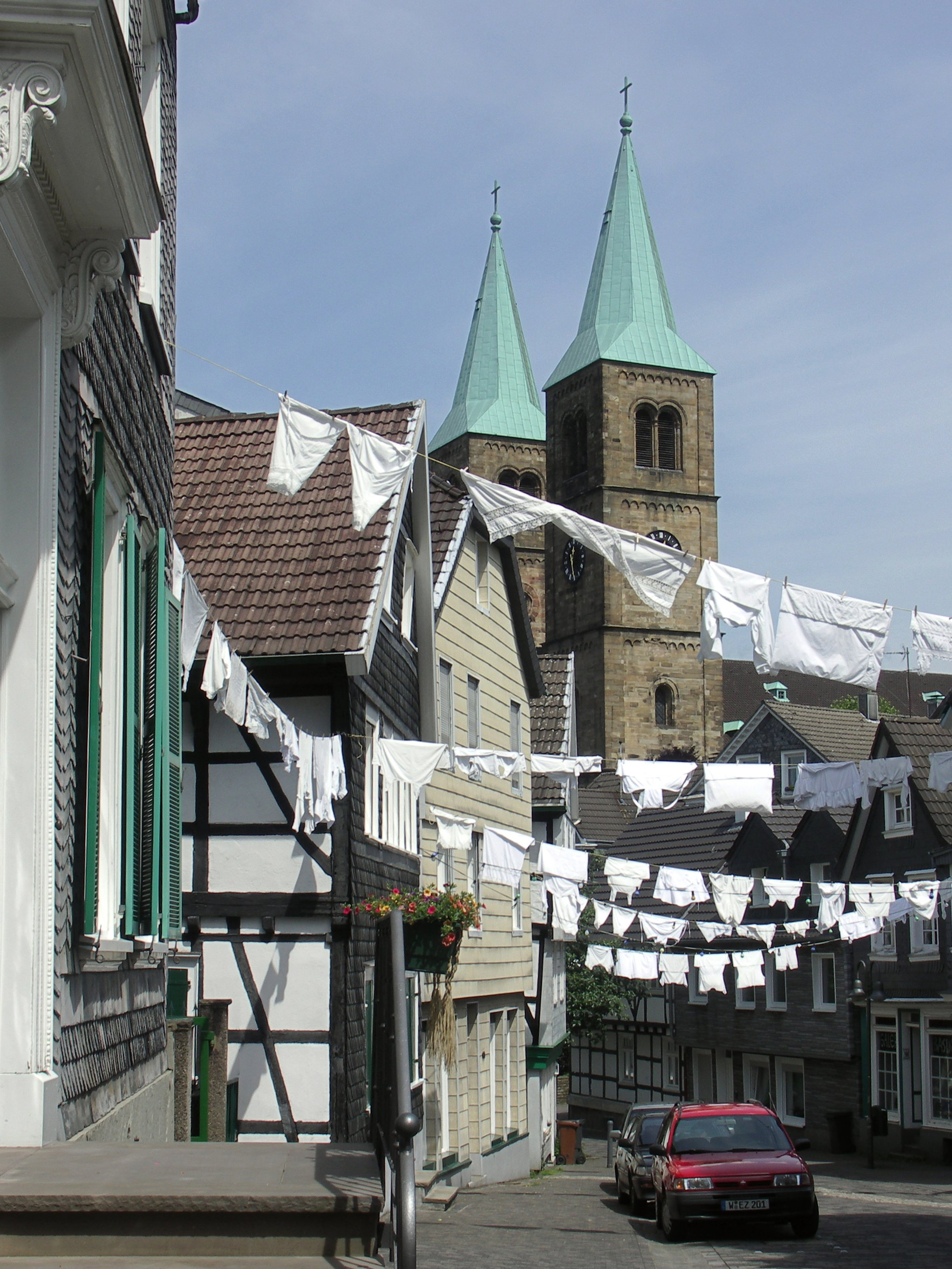
Weiße Wäsche während des Altstadtfestes

Das wichtigste Fest im Veranstaltungskalender der Stadt ist das Schwelmer Heimatfest, das alljährlich an den Tagen um das erste Wochenende im September herum stattfindet. Dieses Volksfest dauert fünf Tage und besteht aus einem Festabend am Freitag, der Kirmes von Freitag bis Dienstag und einem Festzug am Sonntag. Der Umzug ist mit einem Karnevalszug vergleichbar und umfasst neben Lauf- und Musikgruppen auch Motivwagen, die von den Schwelmer Nachbarschaftsvereinen über das Jahr hinweg gebaut werden. Den Heimatfestzug des Jahres 2008 sahen sich 50 000 Zuschauer an. Das Motto des Heimatfestes wechselt von Jahr zu Jahr und ist stets auf Plattdeutsch formuliert; 2015 lautet es Olt un Jung, doll in Schwung! (Alt und Jung, toll in Schwung!). Der historische Vorgänger des heutigen Heimatfestes war die St.-Märtens-Kirmes, die zwischen 1497 und 1897 in Schwelm stattfand. 1935 wurde in Anlehnung an die St.-Märtens-Kirmes die Nachtwächter-Kirmes ins Leben gerufen, die ab dem folgenden Jahr Herbstkirmes und ab 1950 Heimatfest hieß. Ebenfalls seit 1950 wird während des Heimatfestes die Kölner Straße in der Altstadt mit historischer weißer Wäsche dekoriert, die über der Straße von Haus zu Haus aufgeleint ist. Diese Tradition wird heute auch während des Altstadtfestes gepflegt. Seit den 1960er Jahren geht das Werbeplakat für das Heimatfest aus einem Malwettbewerb in den Schwelmer Schulen hervor.
Weitere regelmäßige Veranstaltungen in der Innenstadt sind das Altstadtfest und das Internationale Folklorefest, die beide im Sommer in der Kölner Straße bzw. auf dem Märkischen Platz stattfinden. Am Haus Martfeld findet im Frühjahr eine Modenschau sowie seit 1997 eine Hochzeitsmesse statt. Einmal im Jahr wird nach den Auftritten verschiedener Komiker und Kabarettisten der Schwelmer Kleinkunst-Preis unter dem Namen Bier & Kultur verliehen.
Im Frühjahr und im Herbst findet in der Innenstadt jeweils ein Bauernmarkt auf dem Märkischen Platz statt und auf dem angrenzenden Altmarkt ist seit 2001 am ersten Adventswochenende ein Weihnachtsmarkt aufgebaut. Darüber hinaus findet am Haus Martfeld im Frühling ein Markt für Kunst und Kunsthandwerk statt. Der bedeutendste Markt in Schwelm ist jedoch der Trödelmarkt, der seit den 1970er Jahren im Mai und im Oktober stattfindet. Er ist weit über die Stadtgrenze hinaus bekannt und zieht jedes Mal mehrere zehntausend Besucher an; im Herbst 2007 waren es etwa 60 000. Parallel dazu findet in der Stadt ein verkaufsoffener Sonntag statt.
Seit 2017 hat das „LEO Theater“ seinen Sitz im Ibach-Haus.

### Vereine
Für das kulturelle Leben in der Stadt sind besonders die dreizehn Nachbarschaften von Bedeutung. Sie sind in Vereinsform organisiert. Jede Nachbarschaft ist fest mit einem bestimmten Teil der Stadt verbunden. In den 1930er Jahren gegründet, hatten diese Vereine anfänglich die Aufgabe, den jährlichen Kirmesumzug im Rahmen des Heimatfestes der Stadt zu gestalten – vergleichbar den Karnevalsvereinen. Später übernahmen sie zunehmend die Organisation des Heimatfestes sowie anderer Veranstaltungen in Schwelm, das sich gerne auch als „Stadt der Nachbarschaften“ beschreibt. Die teils plattdeutschen Namen der Nachbarschaften leiten sich von geografischen, historischen oder architektonischen Besonderheiten ab.
Eine weitere prägende Institution der Stadt und ihres Kulturlebens ist der Verein für Heimatkunde Schwelm. Seit 1890 bestehend, ist er mit Forschung zu orts- und regionalbezogenen Themen befasst und veröffentlicht regelmäßig Forschungsergebnisse auf dem Weg über Druckwerke, Vorträge und Führungen.
Zu den traditionsreichen Vereinen Schwelms zählt die Johannisloge Zum Westfälischen Löwen. Gegründet im Jahre 1792, kann sie als eine der ältesten Freimaurerlogen überhaupt gelten.

### Schwelmer Platt
In Schwelm wurde früher Schwelmer Platt gesprochen: eine niederdeutsche Mundart, die „zum märkischen Zweig des westfälischen Plattdeutsch im Grenzbereich zum niederfränkischen Sprachgebiet des benachbarten Rheinlandes“ gehört. Heute ist dieser Dialekt zwar weitgehend aus dem Alltag verschwunden, doch man versucht ihn etwa mit plattdeutschen Beiträgen in der Heimatfestzeitung oder einem regelmäßig stattfindenden Plattdeutschen Stammtisch am Leben zu erhalten.

### Musik
Neben Konzerten im Haus Martfeld finden regelmäßig Orgelkonzerte in der Christuskirche statt. Es gibt diverse Gesangsvereine und Chöre; der Schwelmer Akkordeonclub 1967 wurde 1972 Europameister in der Akkordeon-Kunststufe. Im Ibach-Haus werden Konzerte und andere Musikveranstaltungen durchgeführt. Meisterkurse und Musikvorträge der Keybra Musikschule bieten regelmäßig kulturelle Highlights.

### Sport
In der Saison 2004/05 spielten die Schwelmer Baskets in der 1. Bundesliga und die Volleyballer der Turngemeinde Zur Roten Erde waren zehn Jahre lang in der Regionalliga vertreten. Der Tauch-Sport-Club Schwelm 1966 ist der älteste Tauchverein im Ennepe-Ruhr-Kreis.
Eine lange Tradition hat in Schwelm das Schützenbrauchtum: Der älteste heute noch bestehende Schützenverein ist der 1831 aus dem Zusammenschluss verschiedener Schützengesellschaften entstandene Schwelmer Schützenverein. Weil jedoch bereits für 1594 ein Schützenverein in Schwelm nachgewiesen werden kann, wurde 1994 ein Jubiläum unter dem Titel 400 Jahre Schützentradition in Schwelm gefeiert.
Im Rahmen der Fußball-Weltmeisterschaft der Menschen mit Behinderung spielten am 17. September 2006 Bosnien-Herzegowina und Australien auf dem Sportplatz am Brunnen gegeneinander.

### Medien
Schwelm ist ein Medienstandort. Mit der Westfalenpost und der Westfälischen Rundschau erscheinen täglich zwei Titel der Funke Mediengruppe mit einer Lokalausgabe, die jedoch mittlerweile identischen Inhalts sind. Seit November 2022 hat die Westdeutsche Zeitung aus Wuppertal einen Schwelmer Lokalteil. Mit der Werbe- und Anzeigepost (WAP) gibt es ein Wochenblatt, das in der Kreisstadt verlegt wird. Bis zum Jahr 2012 gab es zudem den Schwelmer Stadtanzeiger. Weiterhin berichtet das in der Nachbarstadt Wuppertal erscheinende Anzeigenblatt Wuppertaler Rundschau über lokale Themen aus Schwelm.

## Infrastruktur

### Öffentliche Verwaltung

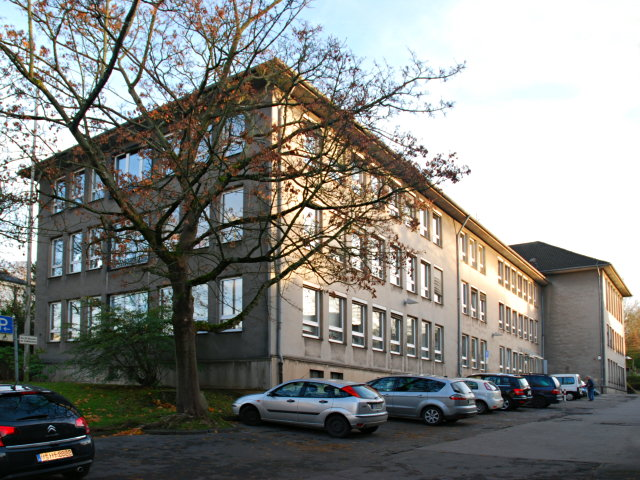
Rathaus Schwelm

Schwelm ist Verwaltungssitz des Ennepe-Ruhr-Kreises. Auf dem Vorplatz des 1972 an der Hauptstraße eingeweihten und von der Architektengemeinschaft Laskowski, Thenhaus und Kafka entworfenen Kreishauses befindet sich die Stadtikonographie Schwelm des Künstlers Otto Herbert Hajek. Dieses Ensemble aus Steinblöcken in Primärfarben wurde als Gegenstück zur Unwirklichkeit der deutschen Städte in der Nachkriegszeit geschaffen. An die Gestalt des Kunstwerks angelehnt ist das Logo des Ennepe-Ruhr-Kreises. 2004 wurde das Schwelmer Kreishaus im Rahmen der vom Kreis initiierten Reihe EN-Kunst zum Ausstellungsort.
Zwischen 1715 und 1718 wurde am heutigen Märkischen Platz das erste Rathaus der Stadt gebaut. Von 1888 bis 1913 wurde ein Gebäude im Osten der Stadt an der Ecke Osten-/Drosselstraße als Rathaus genutzt; heute befindet sich das Rathaus an der westlichen Hauptstraße. Das Amtsgericht Schwelm an der Schulstraße ist neben der Kreisstadt für die Gemeinden Breckerfeld, Ennepetal und Gevelsberg zuständig. Für dieselben Städte verantwortlich ist das Finanzamt am Bahnhofplatz, das der Oberfinanzdirektion Münster untersteht.

### Bildung

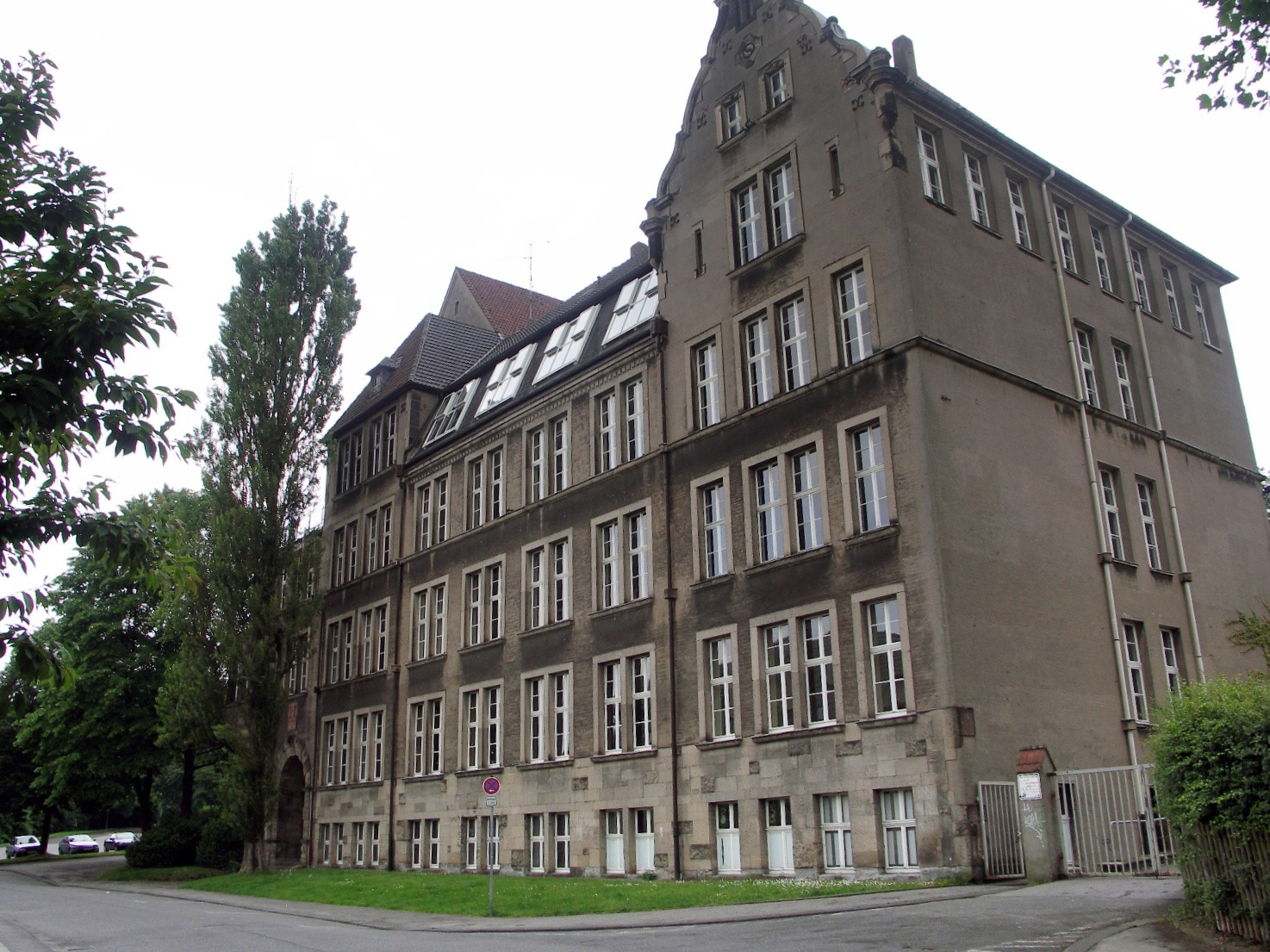
Altbau Märkisches Gymnasium Schwelm

In Schwelm gab es bis zur Auflösung der Grundschule Möllenkotten zum Ende des Schuljahres 2013/2014 vier Gemeinschaftsgrundschulen (Westfalendamm, Möllenkotten, Engelbertstraße, Nordstadt) und eine katholische Bekenntnis-Grundschule (Südstraße), die zu Beginn des Schuljahres 2014/2015 in Städt. Katholische Grundschule St. Marien umbenannt wurde und in das ehemalige Gebäude der GS Möllenkotten umzog. Die GS Westfalendamm zog ebenfalls um und heißt nun Grundschule Ländchenweg. Eine Besonderheit stellte bis 2009 die Grundschule Nordstadt dar: Sie bestand aus zwei Gebäuden, die etwa 2 km Luftlinie voneinander entfernt sind. Eines dieser beiden Schulgebäude befindet sich im Ortsteil Linderhausen und war bis 1981 selbstständig. Seit dem Jahr 2009 ist dort eine Schule für Rettungsassistenten des Bildungsinstituts des Deutschen Roten Kreuzes im Ennepe-Ruhr-Kreis untergebracht. Als weiterführende Schulen gab es zunächst zwei Hauptschulen, die in der Gustav-Heinemann-Schule organisatorisch zusammengefügt wurden. Im Jahr 2016 wurde diese letzte Hauptschule aufgelöst. Weiterhin gibt es die Dietrich-Bonhoeffer-Realschule und das Märkische Gymnasium Schwelm, dessen Ursprung im Jahre 1597 liegt. Darüber hinaus gab es (erst in der Lohmannsgasse, dann seit 2011 am Ländchenweg, im Gebäude der ehemaligen Hauptschule Ost) die Pestalozzischule, eine Förderschule mit den Bereichen Lernen, emotionale und soziale Entwicklung und Sprache. Die Pestalozzischule wurde wegen zu geringer Anmeldezahlen zum Schuljahr 2013/14 geschlossen.
In der Haynauer Straße im Stadtzentrum steht das Haus der Familie, eine katholische Familienbildungsstätte. Im Süden der Stadt unterhält die Metall- und Maschinenbau-Berufsgenossenschaft im Haus Schwelm ein Bildungszentrum. Die Stadtbücherei an der Hauptstraße verfügte im Herbst 2022 über 28 000 Medien.

### Krankenhäuser und Feuerwehr
Auf dem Stadtgebiet gibt es ein Krankenhaus: Das HELIOS-Klinikum an der östlichen Stadtgrenze nahm seinen Betrieb 1977 auf und verfügt über etwa 400 Betten.  Etwas kleiner war das Marienhospital in der Stadtmitte, das 1893 eröffnet und seitdem mehrmals erweitert wurde. Seit 1995 gehörte es zum Verbund der Kliniken St. Antonius in Wuppertal. Das Marienhospital wurde Mitte 2013 geschlossen und 2015 abgerissen. Darüber hinaus gab es auf dem heutigen Wilhelmplatz seit dem 19. Jahrhundert ein evangelisches Krankenhaus, das 1977 abgerissen wurde.
Den Rettungsdienst in der Stadt führt die Feuerwehr Schwelm durch, die aus drei Löschzügen (Löschzug 1 Stadt, Löschzug 2 Winterberg, Löschzug 3 Linderhausen) der Freiwilligen Feuerwehr sowie einem hauptamtlich besetzten Löschzug mit knapp 40 Mitarbeitern besteht. Hinzu kommt der 1898 gegründete Musikzug der Feuerwehr, der inzwischen als Big Band auftritt.
Der Löschzug Stadt besteht aus den hauptamtlichen Kräften, die bei Bedarf durch Kräfte der Freiwilligen Feuerwehr verstärkt werden. Die Feuerwehr Schwelm verfügt über einen Kommandowagen, ein Mannschaftstransportfahrzeug, einen Einsatzleitwagen 1, eine Drehleiter mit Korb 23/12, ein Hilfeleistungslöschfahrzeug 20, ein Löschgruppenfahrzeug 10 mit Zusatzbeladung GSG, ein Tanklöschfahrzeug 24/50, einen Rüstwagen 2, einen Kleineinsatzfahrzeug, einen Gerätewagen Logistik sowie über ein Wechselladerfahrzeug mit verschiedenen Abrollbehältern sowie über folgende Rettungsdienstfahrzeuge: ein Rettungswagen, der an der Feuer- und Rettungswache steht, ein Notarzteinsatzfahrzeug am Heliosklinikum Schwelm im 24-Stunden-Dienst, einer Notarzteinsatzfahrzeug im 12-Stunden-Dienst und einem Reserve-Notarzteinsatzfahrzeug vom Ennepe Ruhr Kreis.
Außerdem besetzt das Deutsche Rote Kreuz einen Rettungswagen im 24-Stunden-Dienst und mehrere Krankentransportwagen rund um die Uhr. 
Der Löschzug Winterberg besteht rein aus freiwilligen Einsatzkräften und verfügt über ein Hilfeleistungslöschfahrzeug 20, Löschgruppenfahrzeug 20 und ein Mannschaftstransportfahrzeug.
Der Löschzug Linderhausen besetzt mit seinen freiwilligen Kräften ein Löschgruppenfahrzeug 10 und ein Hilfeleistungslöschgruppenfahrzeug 10.

### Freizeit und Erholung

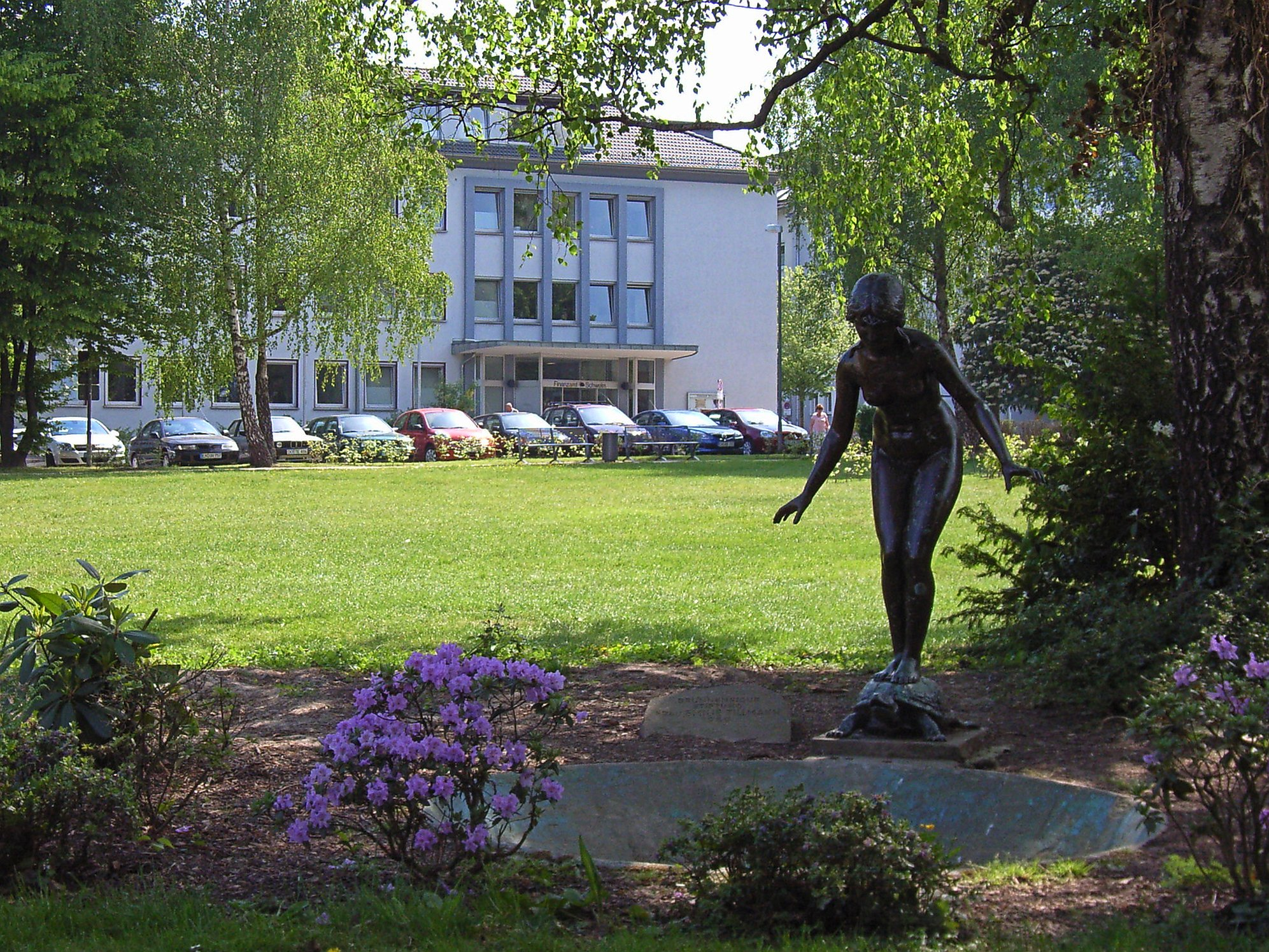
Park am Schwelmer Bahnhof

In der Innenstadt gibt es etliche Parkanlagen, von denen die größte der insgesamt 9,4 ha umfassende Park am Haus Martfeld ist. Im waldreichen Süden der Stadt verläuft ein dichtes Netz an örtlichen Wanderwegen und auch der Zugang zu einigen überörtlichen Wanderwegen ist möglich. An der Stadtgrenze entlang verläuft ein Rundwanderweg und von Nordosten nach Südwesten überquert ein historisch belegter und heute als Pilgerweg ausgeschilderter Teil des Jakobsweges das Stadtgebiet.
Öffentliche Freibäder gibt es in Schwelm seit der Mitte des 19. Jahrhunderts; das heutige Schwelmebad wurde Anfang der 1980er Jahre errichtet. Da seit 2006 die Stadt Schwelm nicht mehr in der Lage ist, das Schwelmebad zu finanzieren, wird es von einem privaten Trägerverein weiterbetrieben.
Das örtliche Hallenbad wurde kurz vor der geplanten Einweihung im März 1973 von einem Feuer zerstört, sodass es nach einem Wiederaufbau erst im Mai 1974 eröffnet werden konnte. 1999 begann das Hallenbad Schwimm in Schwelm als eines der ersten Hallenbäder in Deutschland sein Wasser per Salzelektrolyse zur desinfizieren.

### Verkehr

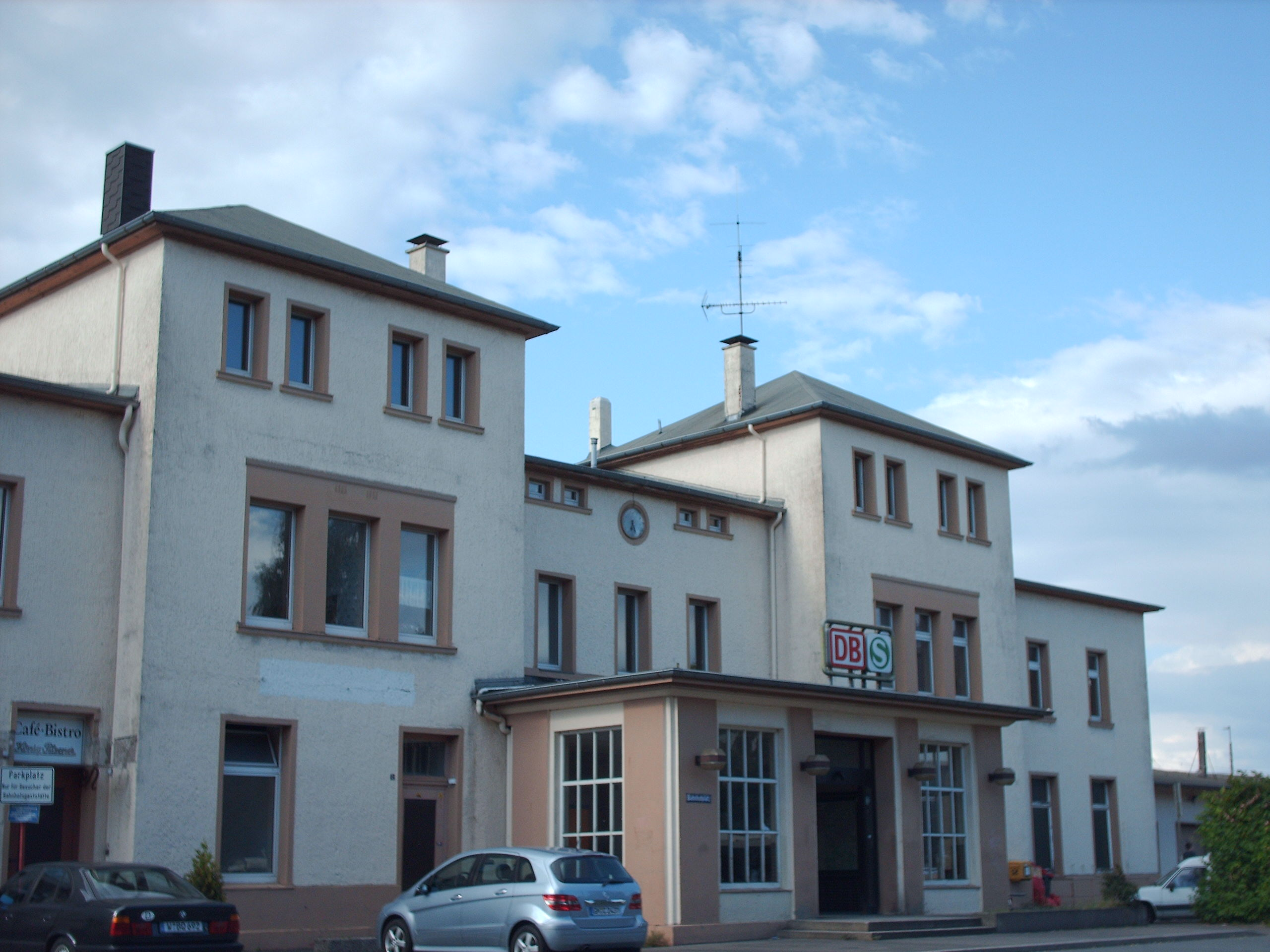
Bahnhof Schwelm

Im äußersten Westen des Stadtgebietes liegt die Anschlussstelle Wuppertal-Langerfeld/Schwelm, über welche die Autobahn A 1 zu erreichen ist. Zum Nord-Westen liegt direkt vor der Stadtgrenze das Autobahnkreuz Wuppertal-Nord, das Zugang zur A 1, A 43 und A 46 bietet. Das Autobahnkreuz Wuppertal-Nord stellt einen der bedeutendsten Verkehrsknotenpunkte im zentralen Nordrhein-Westfalen dar; die A1 ist auf Schwelmer Stadtgebiet teilweise zehnspurig ausgebaut. Von Osten nach Westen über das Stadtgebiet verläuft die im Schwelmer Bereich überwiegend vierspurige B 7, die Schwelm mit dem Großraum Wuppertal und dem Sauerland verbindet. Der Abschnitt im Schwelmer Raum wurde 1788 als eine der ersten Kunststraßen im heutigen Westen Deutschlands fertiggestellt. An der Kreuzung Talstraße/Hattinger Straße/Bahnhofstraße kreuzen sich die B 7 und die B 483, über die Hattingen und Radevormwald zu erreichen sind.
Früher verlief der Nord-Süd-Durchgangsverkehr über die gesamte Kölner Straße und damit durch die Schwelmer Altstadt. Als in den 1970er Jahren beschlossen wurde, die historischen Gebäude der Altstadt zu erhalten und unter Denkmalschutz zu stellen, fiel 1974 auch die Entscheidung, den Verkehr langfristig umzuleiten. Heute ist die untere Kölner Straße verkehrsberuhigt und die Obermauerstraße wird stattdessen genutzt. Im Jahre 2004 wurde eine Radwege-Verbindung vom Möllenkotten im Osten bis zum Gymnasium im Westen fertiggestellt. Mit der Deutschen Alleenstraße führt durch Schwelm eine landschaftlich reizvolle Fahrstrecke, die das Stadtgebiet auf der Hattinger Straße im Norden erreicht und im Südosten auf der Winterbergerstraße wieder verlässt.
Schwelm gehören 9 % Besitzanteil der Verkehrsgesellschaft Ennepe-Ruhr, die ihrerseits dem Verkehrsverbund Rhein-Ruhr angehört. Die zentralen Haltestellen des Busverkehrs in Schwelm sind Bahnhof, Kreishaus und Markt. Sie werden von bis zu sieben Buslinien angefahren, die u. a. nach Ennepetal, Wuppertal, Hattingen und Bochum führen.
Der Bahnhof Schwelm liegt an der Eisenbahnstrecke von Wuppertal nach Hagen (Bahnstrecke Elberfeld–Dortmund). Außerdem gibt es im Westen des Stadtgebietes den S-Bahn-Haltepunkt Schwelm West, der für das Gewerbegebiet Graslake von Bedeutung ist. In Schwelm halten die Züge der S-Bahn-Linie 9 mit Direktverbindungen nach Recklinghausen über Wuppertal, Essen, Bottrop und Gladbeck sowie der S-Bahn-Linie 8 nach Mönchengladbach über Wuppertal und Düsseldorf. In anderer Fahrtrichtung sind Gevelsberg und Hagen angebunden. Des Weiteren halten in Schwelm der Wupper-Express, der Rhein-Münsterland-Express und der Maas-Wupper-Express. Eine direkte Verbindung der Stadt mit dem Ruhrgebiet über die Bahnstrecke Witten–Schwelm wurde 1980 endgültig stillgelegt. Während des Zweiten Weltkriegs wurde der Linderhauser Tunnel im Nordosten des Stadtgebietes, durch den auch die Bahnstrecke nach Witten führte, unter dem Decknamen Meise als Flugzeugwerkstatt benutzt. Als Anfang des 20. Jahrhunderts eine Verbindungslinie von Langerfeld zum ehemaligen Bahnhof Schwelm Loh angelegt wurde, entstand in Schwelm die 13-Bogen-Brücke, die zu den markantesten Bauwerken der Stadt gehörte, bis sie 1990 wegen Baufälligkeit abgerissen wurde. Darüber hinaus gehörte zum Schwelmer Schienenverkehr bis in die 1960er Jahre des 20. Jahrhunderts eine Straßenbahnstrecke, die von Wuppertal-Barmen über Schwelm bis nach Ennepetal-Milspe verlief.

## Persönlichkeiten
Die Liste von Persönlichkeiten der Stadt Schwelm enthält die Namen der Bürgermeister, Ehrenbürger, Söhne und Töchter der Stadt sowie weiterer Personen, die mit Schwelm in Verbindung stehen.